# Kirche St. Arbogast (Oberwinterthur)
Die Kirche St. Arbogast ist die evangelisch-reformierte Kirche von Oberwinterthur. Die dreischiffige romanische Basilika wurde um 1260 errichtet. Wandmalereien aus dem frühen 14. Jahrhundert erzählen an der Nordwand des Mittelschiffs die Lebensgeschichte des Bischofs Arbogast, an der Südwand diejenige von Christus. Die Kirche ist ein Kulturgut von nationaler Bedeutung.

## Geschichte und Legende

### Über römischen Ruinen errichtet
Die Kirche St. Arbogast befindet sich an einem Ort mit weit zurückreichender Geschichte: Sie steht auf einem Geländesporn über den Ruinen eines zentralen Bereichs des römischen vicus Vitudurum. Unter der westlichen Hälfte der heutigen Kirche liegen die Grundmauern eines gallorömischen Tempels aus dem 2. Jahrhundert n. Chr. Im Bereich des Chores und der Sakristei befand sich die Ecke eines römischen Thermengebäudes; die Nordostecken von Turm und Chor gründen auf den Fundamenten der mächtigen römischen Schutzmauer, welche zur Zeit des Kaisers Diokletian im Jahr 294 n. Chr. vollendet wurde und den ganzen Geländesporn umgab.

### Bischof Arbogast von Strassburg und König Dagobert I.

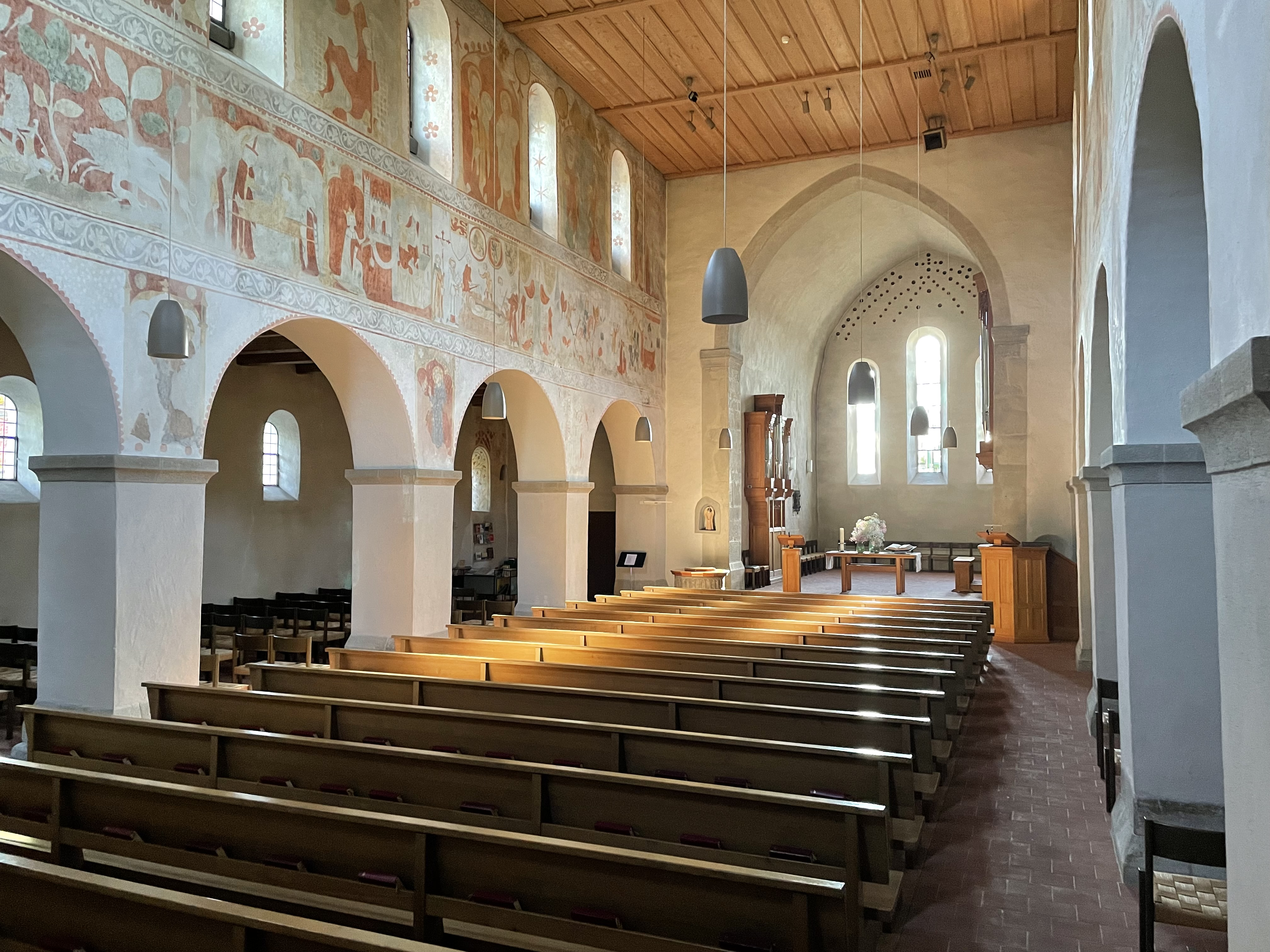
Die Lebensgeschichte des Bischofs Arbogast ist an der Nordwand (links) dargestellt

Der Schutzpatron der Kirche, St. Arbogast, war der erste fränkische Bischof von Strassburg. Um 540/550 richtete er das Bistum nach den Wirren der Völkerwanderung wieder auf und liess eine neue Domkirche bauen. Gemäss der Arbogast-Legende war der Bischof befreundet mit dem Merowingerkönig Dagobert I. und erweckte dessen Sohn Sigibert wieder zum Leben, nachdem dieser bei einem Jagdunfall tödlich verletzt worden war (siehe unten: Wandmalereien der Nordwand). Die Legende wurde allerdings erst im 10. Jahrhundert aufgezeichnet, und Dagobert I. herrschte von 622 bis 639 (zuerst über einen Reichsteil, ab 629 über das ganze Fränkische Reich): Er kann also Bischof Arbogast nicht mehr gekannt haben.
Arbogast wurde in Strassburg ab dem 10. Jahrhundert als Stadtpatron verehrt, da er in der Geschichte des Bistums einen wichtigen Platz einnahm. Durch die Nähe zu König Dagobert, die ihm die Legende andichtete, gewann er als Heiliger zusätzliches Ansehen. Wie er Kirchenpatron von Oberwinterthur wurde, lässt sich nur vermuten. Von Bedeutung könnte sein, dass die hiesige Kirche mit ihren Einkünften dem Domstift Konstanz gehörte: Die angebliche Förderung durch König Dagobert war wichtig für die Legitimation des Bistums Konstanz; der in der Vorstellung der Gläubigen mit dem König verbundene Heilige also bestens geeignet als Schutzpatron für eine Kirche im Besitz des Bistums. Für diese Kirche anderseits war es vorteilhaft, durch die Berufung auf Arbogast und Dagobert ein hohes Alter und entsprechende Würde geltend zu machen.

### Urkundliche Erwähnung
Erstmals urkundlich erwähnt wird die Kirche erst 1155 in einem Dokument, mit welchem Kaiser Friedrich I. dem Bischof von Konstanz allen Besitz bestätigte, den das Bistum von ihm und seinen Vorgängern erhalten hatte: Dazu gehörte «der Hof in Winterthur mit der Kirche» (curtis in Winterthura cum ecclesia). Mit Winterthur war zu diesem Zeitpunkt – kurz vor der Stadtgründung – immer noch Oberwinterthur gemeint; zum «Hof» könnte das Hohlandhaus gehört haben. Frühere Urkunden, welche in den Jahren 843, 856, 865, 883 und 886 in «Wintarturo» ausgestellt wurden, mögen allenfalls einen indirekten Hinweis darauf geben, dass bereits eine Kirche vorhanden war: Urkunden wurden oft unter dem Vordach von Kirchen besiegelt.
Dass die Kirche dem heiligen Arbogast gewidmet war, wird erst 1373 erwähnt: Im Jahrzeitbuch ist eine Stiftung von zwei Äckern an das Baugut «ze sant Arbogastes altar» verzeichnet. Die Wandmalereien in der Kirche, die neben Christus hauptsächlich Arbogast gewidmet sind, stellen also das früheste Zeugnis für das Patrozinium dar: Sie entstanden spätestens um 1320.

### Stadtgründung innerhalb des Oberwinterthurer Pfarreigebiets

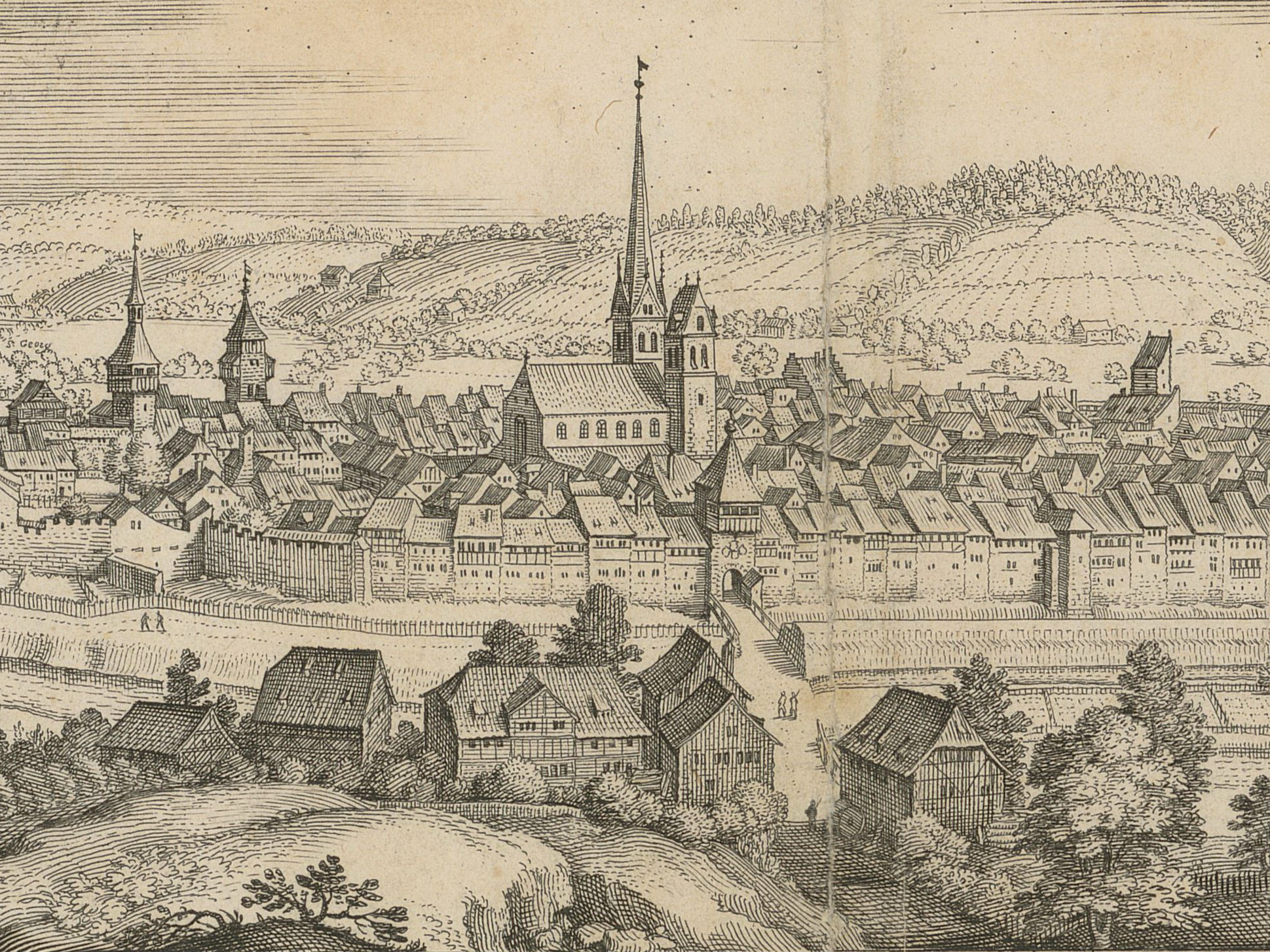
Einst Tochterkirche, später Konkurrentin, im Ausbau oft einen Schritt voraus: die Stadtkirche Winterthur (Matthäus Merian, 1642)

Das Pfarreigebiet von Oberwinterthur war gross: Es umfasste neben dem Dorf Oberwinterthur auch das Gebiet der späteren Stadt Winterthur, Seen und Teile von Töss; dazu wahrscheinlich auch Seuzach, Veltheim sowie die westlichen Teile von Elsau und Wiesendangen. Auch die Adelssitze Hegi und Mörsburg gehörten dazu, was für die finanzielle Lage der Kirchgemeinde wesentlich war. – Als Graf Hartmann III. von Kyburg kurz nach 1174 die Stadt Winterthur gründete, gewann die dortige capella an Bedeutung; kirchenrechtlich war sie aber immer noch eine Filiale von Oberwinterthur. 1180 verfügte schliesslich der Bischof von Konstanz, dass die Stadt aus der Pfarrei Oberwinterthur herausgelöst wurde. Von dieser Ablösung nicht betroffen war das Gebiet ausserhalb der ersten Stadtmauer, wo sich bald zwei Vorstädte zu entwickeln begannen.
In der Folge wuchs die Bevölkerung sowohl im Stadtkern als auch in den Vorstädten rasch an; es gab also mehr Kirchgenossen und auch höhere Einnahmen. Beide Kirchen, die Stadtkirche und die Mutterkirche St. Arbogast, wurden in mehreren Bauetappen vergrössert. Die beiden Vorstädte Winterthurs und die Mühlen gehörten bis 1482 zur Kirchgemeinde Oberwinterthur; dann kaufte die Stadt Winterthur sie aus.

## Baugeschichte
Die Baugeschichte der Kirche St. Arbogast ist komplex, die Datierung der frühen Bauetappen mit beträchtlicher Unsicherheit behaftet. Wichtig sind Erkenntnisse zur Baugeschichte der Stadtkirche Winterthur, die durch Ausgrabungen 1980/1981 gewonnen wurden: Es entstand der Eindruck, dass die Baugeschichte der beiden Kirchen oft parallel verlaufen war; dabei scheint St. Arbogast jeweils dem Beispiel der Stadtkirche gefolgt zu sein.
Eine bedeutende Rolle beim Ausbau der Kirche ab dem 12. Jahrhundert spielten vermutlich die Herren von Hegi und die Meier von Neuburg-Mörsburg bzw. Oberwinterthur, die ihre Familienwappen in die Wandmalereien integrieren liessen. Diese Kleinadelsfamilien eiferten offenbar den hochadligen Kyburgern nach, welche in der Stadtkirche ihre private Grablege hatten und mit der grosszügigen Erweiterung der Kirche ihren Einfluss und ihren Reichtum zeigten. Aber auch der Bischof von Konstanz als Besitzer der Kirche St. Arbogast hatte ein Interesse daran, dem prächtigen Winterthurer Gotteshaus der Kyburger ein würdiges Bauwerk gegenüberzustellen.

### Frühester Kirchenbau, vermutlich aus Holz

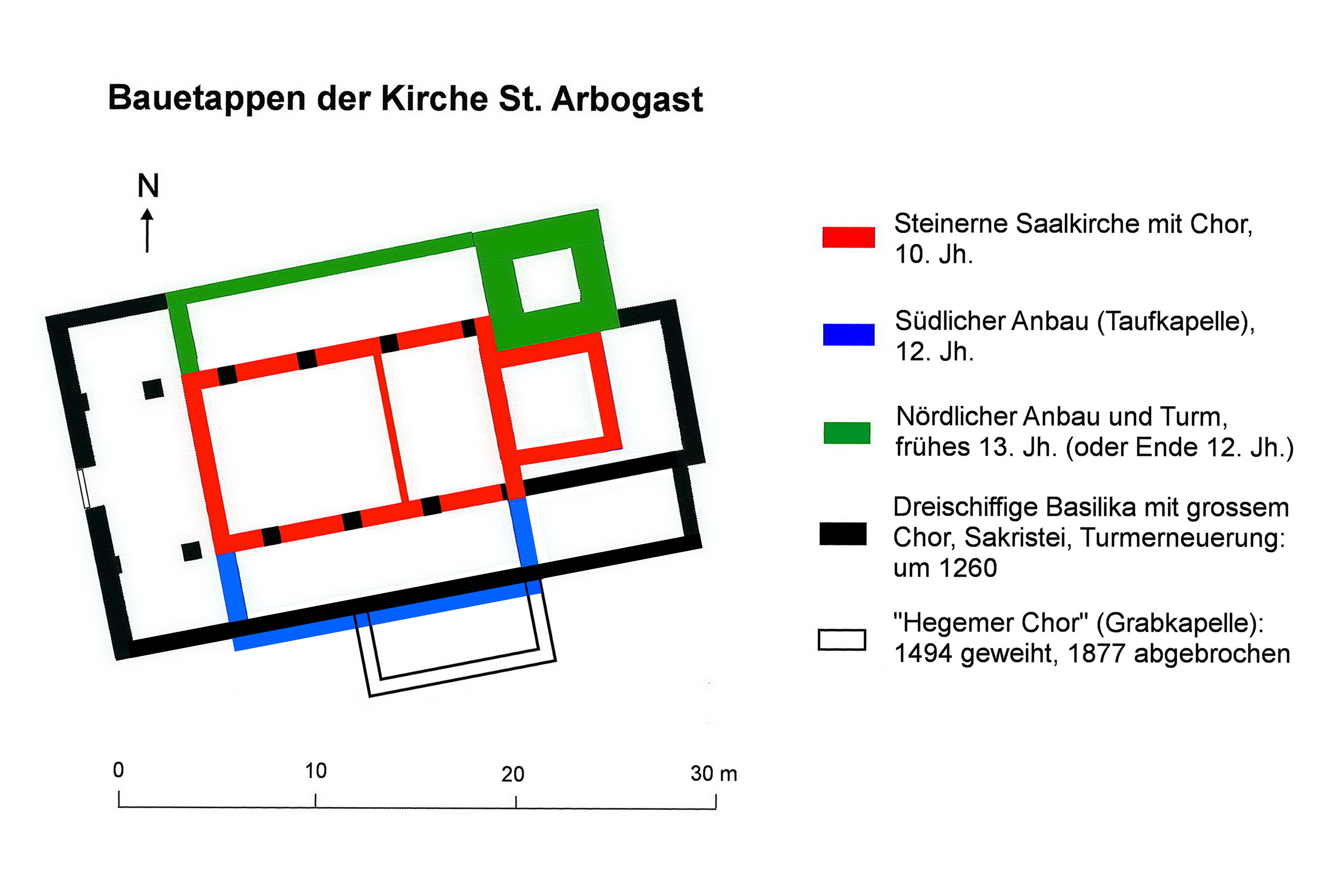
Die Bauetappen in vereinfachter Darstellung. Datierung nach Felicia Schmaedecke

Die Existenz einer ersten Kirche in Oberwinterthur im frühen 7. Jahrhundert kann nur indirekt nachgewiesen werden, da bei den archäologischen Ausgrabungen 1976–1979 entgegen den Erwartungen keine Spuren einer frühen Holzkirche gefunden wurden. Zwischen Gräbern aus der Zeit um 550–660 liegt aber eine freie Fläche, die genau dem Grundriss der steinernen Saalkirche aus späterer Zeit entspricht (im nebenstehenden Plan: rotes Rechteck, ohne den angebauten Chor). Die früheste Kirche war wahrscheinlich aus Holz gebaut wie in vielen vergleichbaren Fällen (z. B. Winterthur, Veltheim, Wülflingen, Wila). Dass keine Pfostenreste gefunden wurden, könnte darauf zurückzuführen sein, dass die Fundamente und das Innenniveau der späteren Steinkirche stark abgesenkt wurden.

### Vorromanische Saalkirche
Die ältesten vorhandenen Mauern stammen von einer Saalkirche, die vermutlich im 10. Jahrhundert erbaut wurde (im Plan rot eingezeichnet). Der rechteckige Saal hatte eine Innenfläche von 13,6 × 7,4 bis 7,65 m und war mindestens 6,4 m hoch. Eine schmale Mauer trennte den Altarbereich vom Gemeinderaum. Diese erste Steinkirche verfügte von Anfang an über einen kleinen Choranbau, in dem ein zweiter Altar stand.
Im 12. Jahrhundert wurde im Süden des Schiffes ein 3,4 m breiter Anbau errichtet (im Plan blau eingezeichnet). Er diente offenbar als Taufkapelle, denn er enthielt ein sogenanntes Sacrarium: einen unterirdischen Rundschacht, der das Taufwasser aufnahm und es dann im Boden versickern liess. Die Verlegung des Tauforts in einen Anbau wurde im 12. Jahrhundert üblich. Später diente der Raum auch als Grablege der Herren von Hegi.
Der Turm wurde wahrscheinlich zu Beginn des 13. Jahrhunderts erbaut (eventuell bereits am Ende des 12. Jahrhunderts). Die Stadtkirche Winterthur hatte kurz nach Erlangung ihrer Unabhängigkeit von Oberwinterthur im Jahr 1180 einen Turm erhalten; das hat wohl den Anstoss dazu gegeben, ihre ehemalige Mutterkirche ebenfalls mit einem Turm zu versehen. Die Erdgeschosse der beiden Türme sind sehr ähnlich gebaut, ihre Grundflächen fast gleich gross. – Gleichzeitig wurde auf der Nordseite der Kirche eine Kapelle angebaut (im Plan grün markiert wie auch der Turm), die etwas weniger breit war als der südliche Anbau. Eine Nische lässt darauf schliessen, dass sie einen Altar enthielt.

### Dreischiffige romanische Basilika

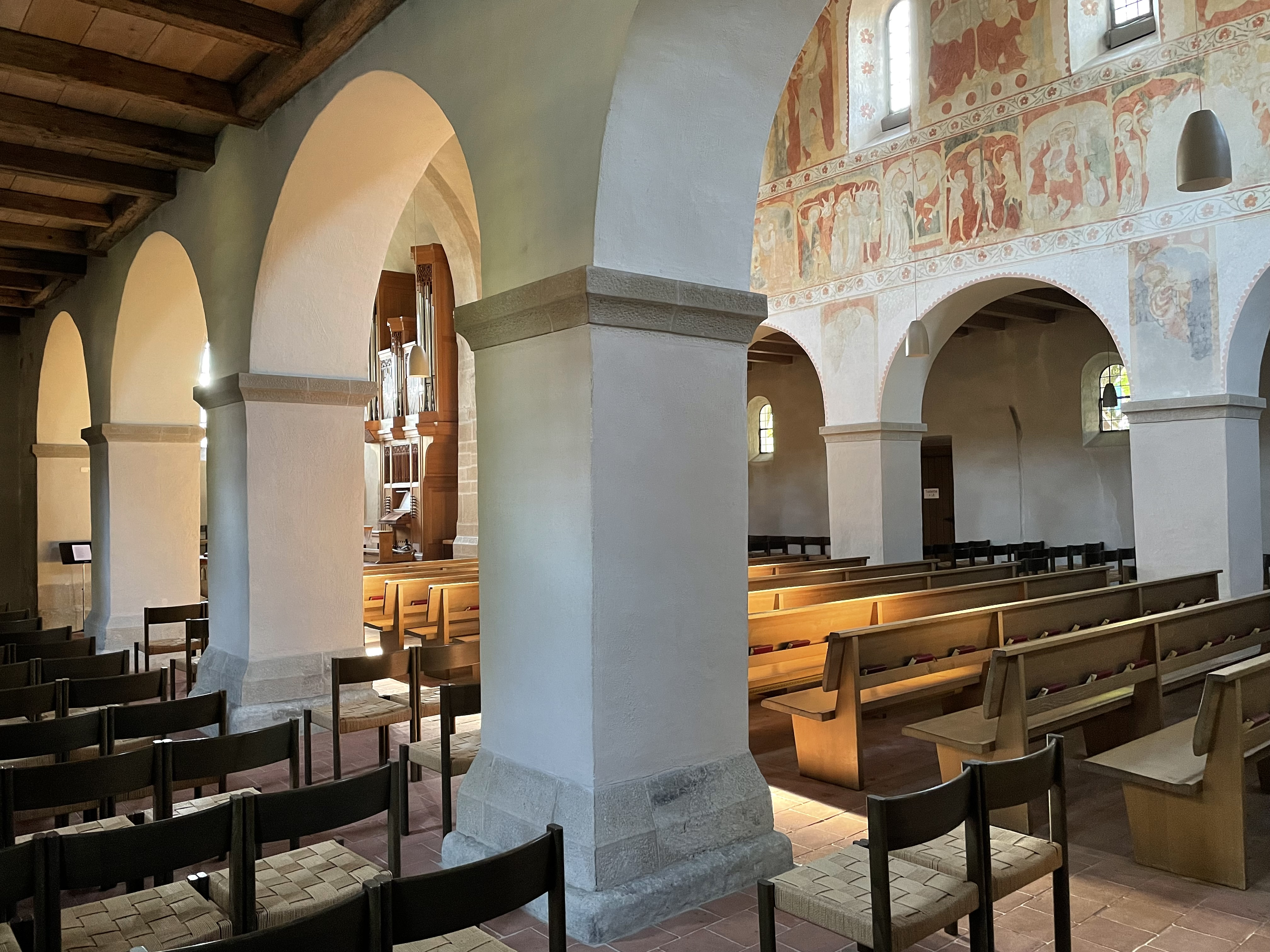
Um 1260 erfolgte der Ausbau zur dreischiffigen Basilika. Oberhalb der neuen Arkaden blieb ein 2 m hohes Band der alten Mauer aus dem 10. Jh. stehen.

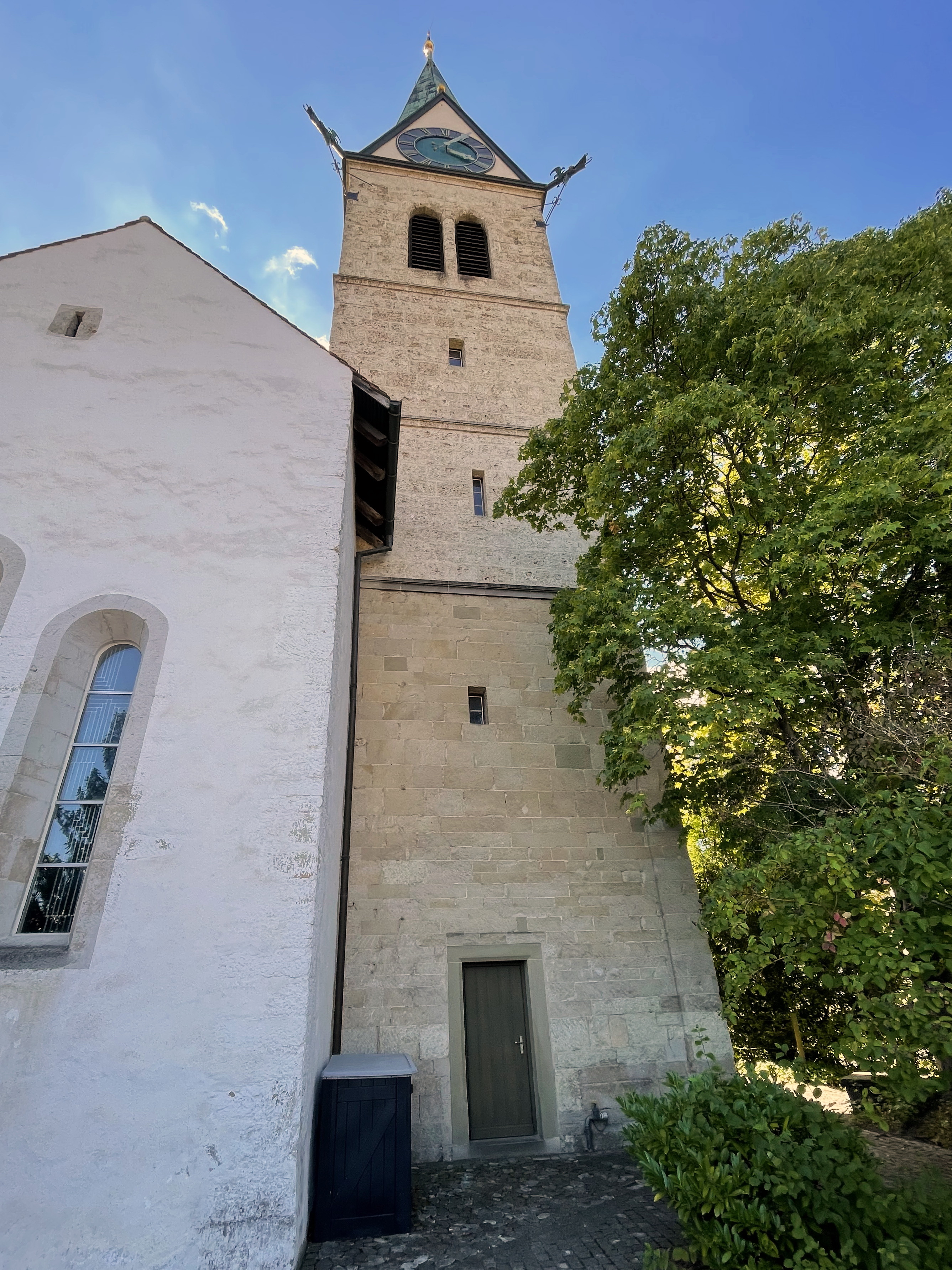
Der Turm: unten Sandstein (um 1200), oben Tuff (um 1260)

Der Wiederaufbau der Stadtkirche nach einem verheerenden Brand im Jahr 1244 könnte der Auslöser dafür gewesen sein, dass die Kirche St. Arbogast wenig später zur dreischiffigen Basilika mit grossem Chor ausgebaut wurde (im Plan schwarz eingezeichnet). Die heutige Sakristei wurde zur gleichen Zeit gebaut, als Ersatz für eine kleinere aus dem 12. Jahrhundert. Während die Datierung aller früheren Bauphasen schwierig ist, lässt sich dank Dendrochronologie für den Ausbau zur heutigen Kirche eine genaue Jahreszahl nennen: Die Bäume für die Dachkonstruktion über dem Mittelschiff wurden im Herbst/Winter 1257/1258 geschlagen. Das Holz wurde allgemein frisch verarbeitet; das Mittelschiff wurde also wahrscheinlich 1258 oder 1259 fertiggestellt.
Das alte Kirchenschiff wurde gegen Westen um gut 6 Meter verlängert und von 6 ½ auf 9 Meter erhöht; die bisherigen Anbauten wurden durch Seitenschiffe ersetzt. Zu diesem Zweck wurden aus den Mauern des alten Kirchenschiffs rundbogige Arkaden ausgebrochen. Zuerst wurden wohl kleinere Ausbrüche gemacht, innerhalb welcher dann als neue tragende Elemente Sandsteinpfeiler mit quadratischem Grundriss errichtet wurden. Anschliessend wurden die alten Mauerstücke zwischen diesen Pfeilern einzeln bis zur gewünschten Höhe abgetragen und durch Rundbogen ersetzt: Das ausgezeichnete Gussmörtel-Mauerwerk der alten Saalkirche war stark genug, um der Belastung standzuhalten, bis der Bogen eingesetzt war. Über den Arkaden blieb eine ca. 2 Meter hohe Zone der alten Mauer erhalten. Dies ist der älteste Teil der heutigen Kirche, zusammen mit schmalen Mauerstücken auf beiden Seiten des Chorbogens, welche von Grund auf stehen blieben. Oberhalb des bisherigen Niveaus wurde mit dem herausgebrochenen Material der Obergaden errichtet: der Teil der Mittelschiffwand, welcher über die Seitenschiffdächer hinausragt. – Durch diesen Umbau wurde St. Arbogast «zur grössten und grossartigsten Dorfkirche weit und breit».
Wie Farbspuren zeigen, waren die Wände der Basilika von Anfang an bemalt. Um 1310/1320 entstanden dann die erhaltenen Wandmalereien.
Der Turm wurde offenbar während der grossen Kirchenerweiterung durch einen Brand stark beschädigt. Vom alten Turm blieb nur das Erdgeschoss teilweise erhalten, bestehend aus feinen Sandsteinquadern mit Ecklisenen; die Obergeschosse wurden aus leichten, aber wetterfesten Tuffsteinen neu gebaut.

### Spätere Umbauten

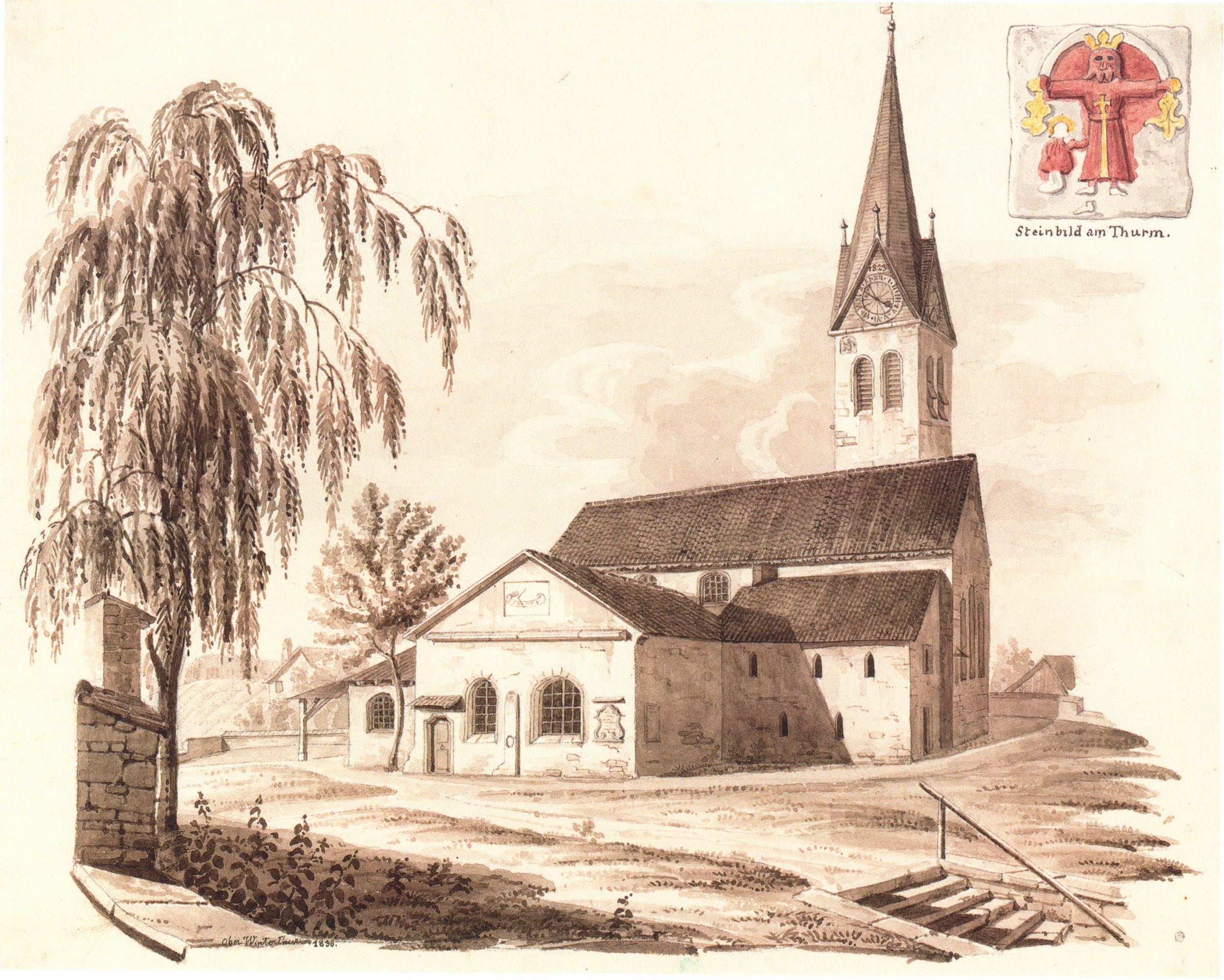
St. Arbogast mit «Hegemer Chörli», 1836. Der Helm des Turms war damals niedriger als heute und mit Schindeln bedeckt. Zeichnung von Ludwig Schulthess.

Mit der grossen Erweiterung im 13. Jahrhundert hatte die Kirche St. Arbogast nahezu ihr heutiges Aussehen erreicht. In den folgenden Jahrhunderten erfuhr sie im Vergleich mit vielen anderen Kirchen erstaunlich geringe Veränderungen.
Im Jahr 1488 erhielt die Kirche Oberwinterthur von der Stadt 120 Gulden für die Abtretung der kirchlichen Rechte in den Vorstädten. Ein Teil dieser Summe wurde wohl später unter anderem dafür verwendet, die Bedachung des Chors und des Turms zu verschönern (siehe unten: Baubeschreibung).
1493/1494 wurde an das südliche Seitenschiff das sogenannte «Hegemer Chörli» angebaut, eine Kapelle mit zentraler Stütze und vier gleichen Kreuzgewölben. Sie wurde gestiftet vom letzten Herrn von Hegi, der 1493 starb und hier beigesetzt wurde. Später wurden auch Mitglieder des Adelsgeschlechts von Goldenberg, welches von 1363 bis 1596 auf der Mörsburg sass, im Hegemer Chörli bestattet. Diese aussergewöhnliche Grabkapelle wurde 1877 abgebrochen.
1608/1610 wurde auf der Westseite des Mittelschiffs eine Empore eingebaut, damit weiterhin alle Gemeindemitglieder den Gottesdienst besuchen konnten. 1877 wurde diese Empore durch einen grösseren Neubau ersetzt. Die 7 m tiefe Holzkonstruktion bot 90 Personen Platz. Insgesamt hatte die Kirche nun 520 Sitzplätze.

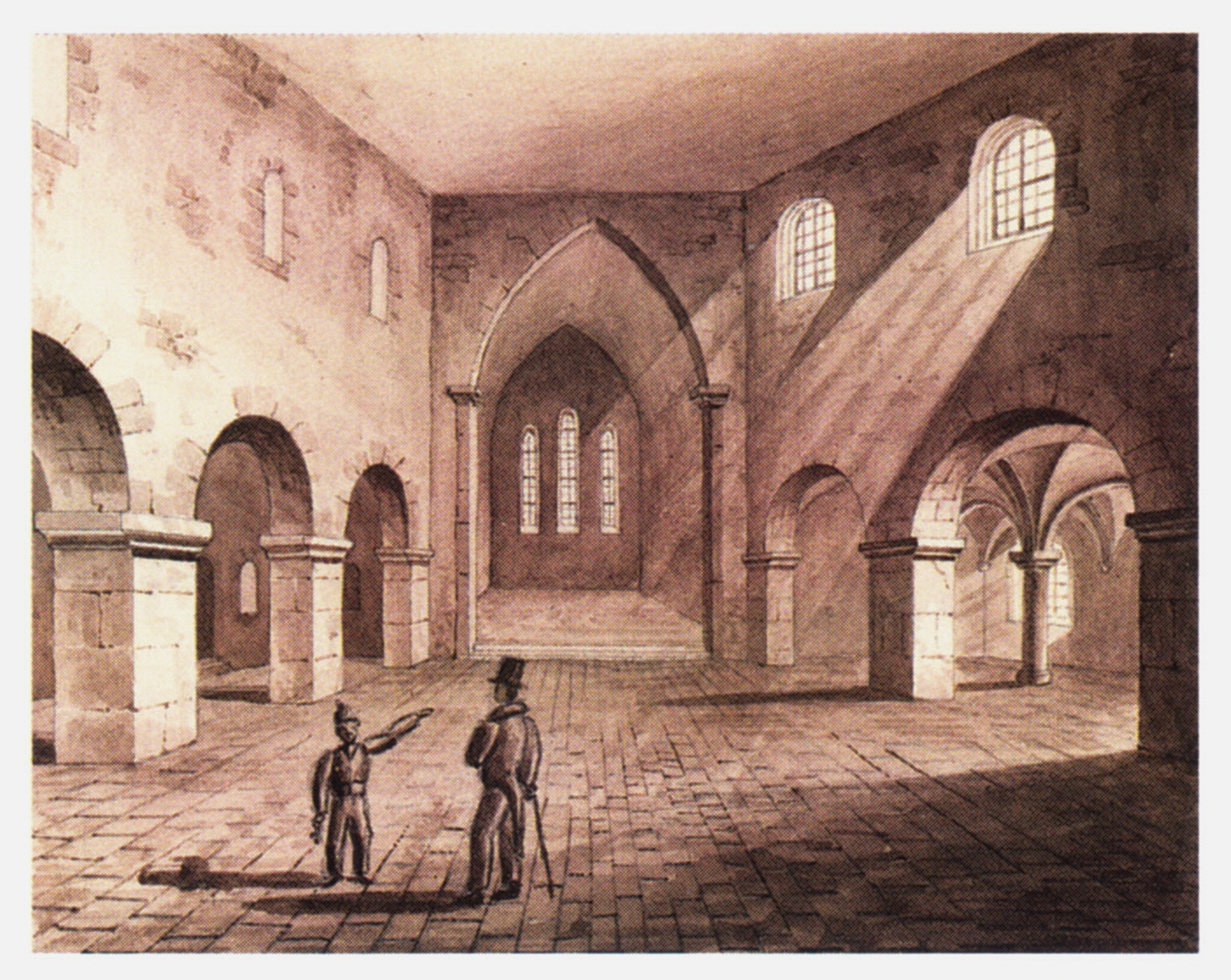
Innenansicht mit Hegemer Chörli, 1836. Die Fenster darüber waren vergrössert worden; nach dem Abbruch der Grabkapelle 1877 wurden sie wieder zurückgebaut. Ludwig Schulthess
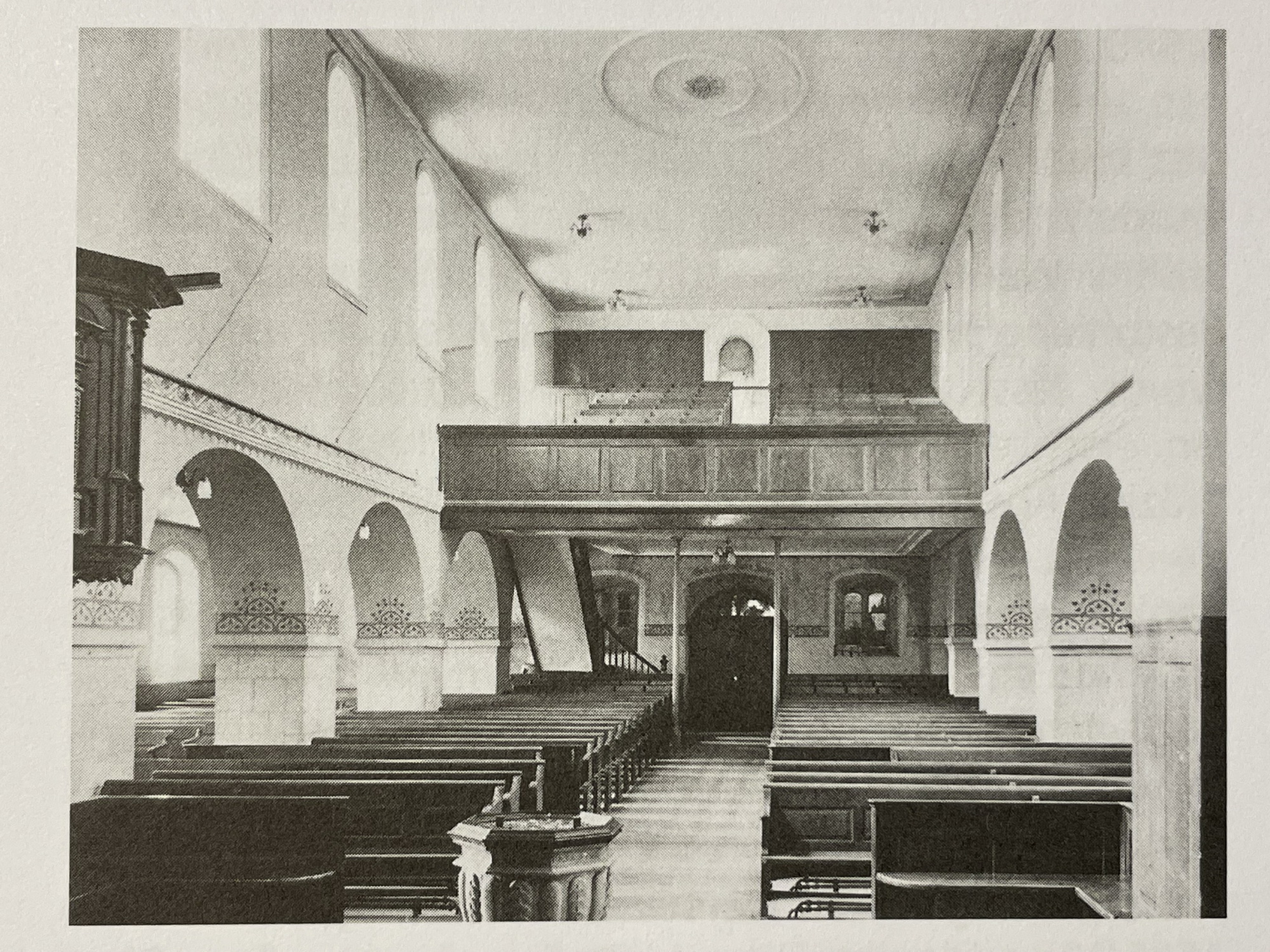
1877 wurde eine neue, grössere Empore errichtet. Die Malereien wurden freigelegt, aber hinter hochziehbaren Tapeten versteckt.
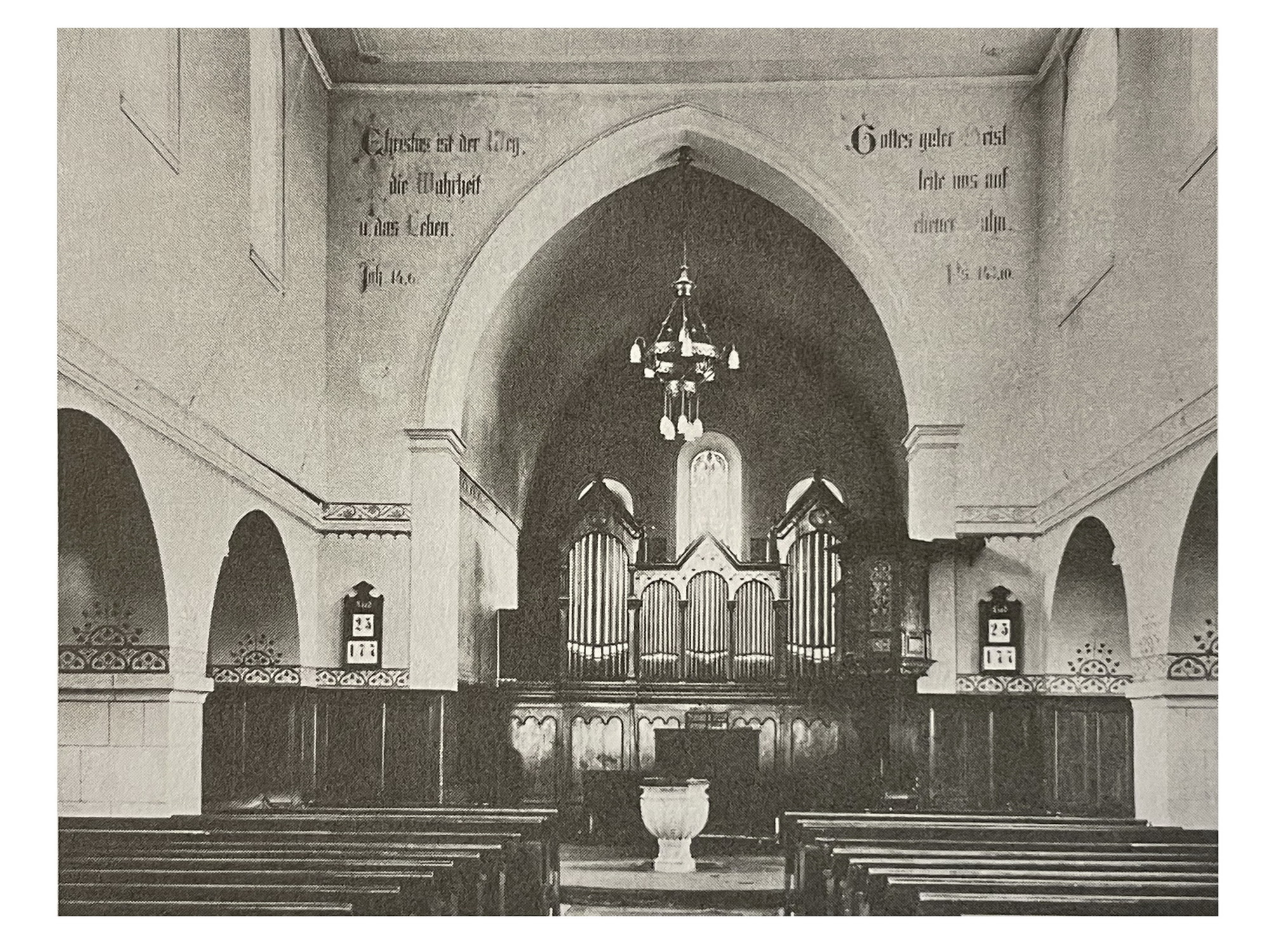
Die erste Orgel wurde 1892 von Orgelbau Kuhn eingebaut. Sie füllte den Chor und verdeckte dessen Fenster.

## Baubeschreibung

### Basilika

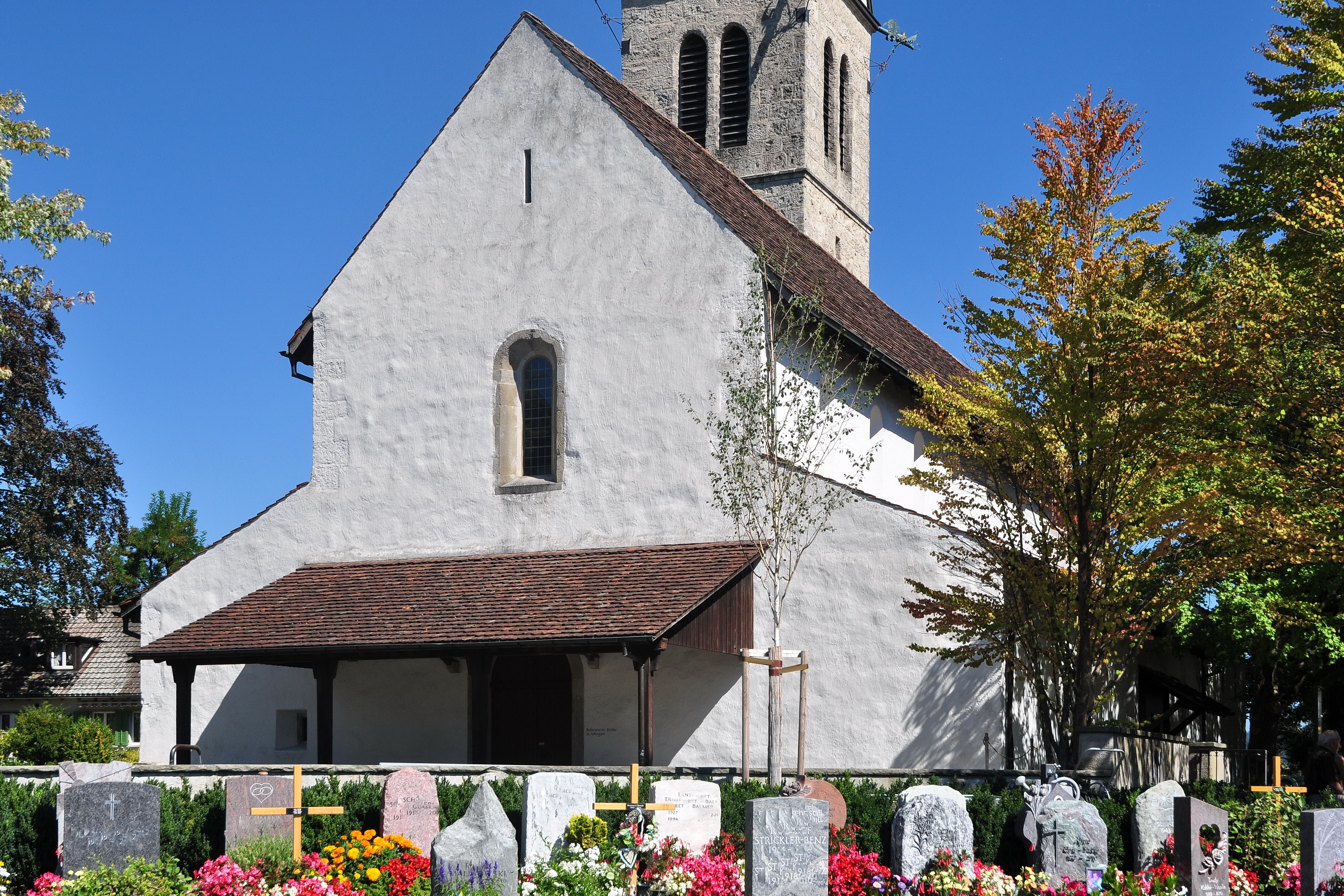
Dachneigung: Seitenschiffe romanisch flach, Mittelschiff gotisch

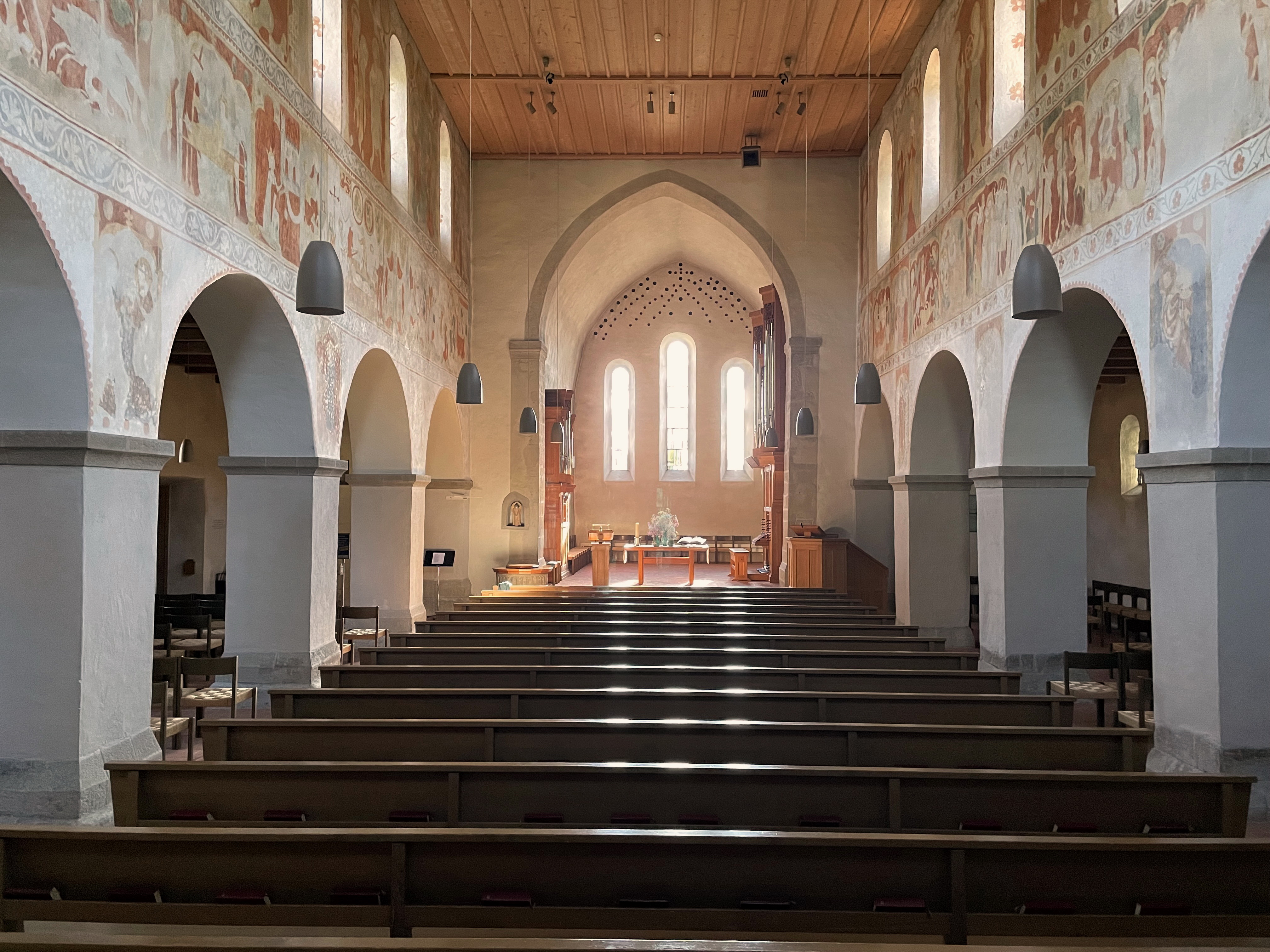
Nur das Gewölbe des Chors ist frühgotisch spitz, alles andere romanisch rund und von den Malereien abgesehen äusserst schlicht gestaltet

Die Kirche St. Arbogast hat strenge Basilikaform: Das Mittelschiff überragt die Seitenschiffe; über deren Dächern erhebt sich der Obergaden mit seinen Fenstern. Die Dächer der Seitenschiffe sind nach romanischer Tradition relativ flach geneigt; das Dach des Mittelschiffs hingegen ist steiler, was bereits gotischem Stil entspricht. Es wurde nachträglich so verlängert, dass es auch den Chor überdeckt, der ursprünglich ein eigenes, niedrigeres Dach trug.
Das Innere der Kirche ist ebenso schlicht gestaltet wie die äussere Form; abgesehen von den Wandmalereien gibt es nur einfachste Verzierungen. Die «klassische» Schlichtheit war offenbar geradezu Programm: Die Erbauer wollten nicht die neusten Errungenschaften der Kirchenarchitektur übernehmen, sondern sie griffen ganz im Gegenteil auf Formen zurück, die sich bereits seit Jahrhunderten bewährt hatten. Das passte zum ehrwürdigen Alter der Pfarrei Oberwinterthur, ebenso wie die Berufung auf St. Arbogast, den legendären Bischof des 6. Jahrhunderts, und durch ihn auf König Dagobert.
Obwohl die Basilika in der Übergangszeit zur Gotik erbaut wurde, entspricht sie mit Ausnahme des Chors noch ganz dem romanischen Stil. Das wird bereits am Rundbogen des Hauptportals deutlich, dessen Sandsteingewände ein schlichtes Rundstabsprofil aufweist. Alle Fenster der Kirche und die Arkaden zwischen Mittelschiff und Seitenschiffen haben ebenfalls die romanische Rundbogenform; einzig der Chorbogen und das Tonnengewölbe des Chors sind bereits frühgotisch spitz. Dadurch wirkt der Chor höher und eleganter.
Beim Neubau des Chors um 1260 stand der Turm einer Verbreiterung nach Norden im Wege; nur die Südwand des Chors konnte versetzt werden. Dadurch verschob sich aber auch seine Längsachse nach Süden: Sie ist nun gegenüber dem Schiff um etwa 30 cm versetzt. Deutlich wird dies beim Vergleich der Scheitel des Chorgewölbes und des Chorbogens, der auf die Achse des Mittelschiffs bezogen ist. Solange der Chor separat überdacht war, zeigte sich diese Verschiebung auch bei den Dachfirsten: Das war wohl ein wesentlicher Grund dafür, später das Dach des Mittelschiffs über den Chor zu ziehen und diesen dadurch zu integrieren.
Oberhalb der Chorfenster sind Tontöpfe eingemauert. Sie bilden einerseits eine ungewöhnliche Verzierung zwischen den Rundbogen der Fenster und dem Spitzbogen des Gewölbes; anderseits sollten sie auch eine akustische Wirkung entfalten.
Die Pfeiler der Nord- und der Südarkade wurden nicht symmetrisch gesetzt (siehe Plan im Abschnitt Baugeschichte). Auf der Nordseite variieren ausserdem erstaunlicherweise die Pfeilerabstände um bis zu 45 cm – eine Unregelmässigkeit, die sich nicht begründen lässt. Die Sandsteinquader der Pfeiler wurden leider 1877 zurückgespitzt und mit Gips verputzt; nur im untersten Bereich (unterhalb des damals eingezogenen Holzbodens) blieb die alte Form erhalten. Bei der Restaurierung 1976–1981 konnten wenigstens die schlichten Kämpfer rekonstruiert werden, ebenso die Kämpfer des Chorbogens.
Das Mittelschiff und die Seitenschiffe haben flache Holzdecken. Die Leistendecken aus gotischer Zeit – im 18. Jahrhundert durch Gips ersetzt – waren wohl feiner gearbeitet, aber dem modernen Ersatz vergleichbar.

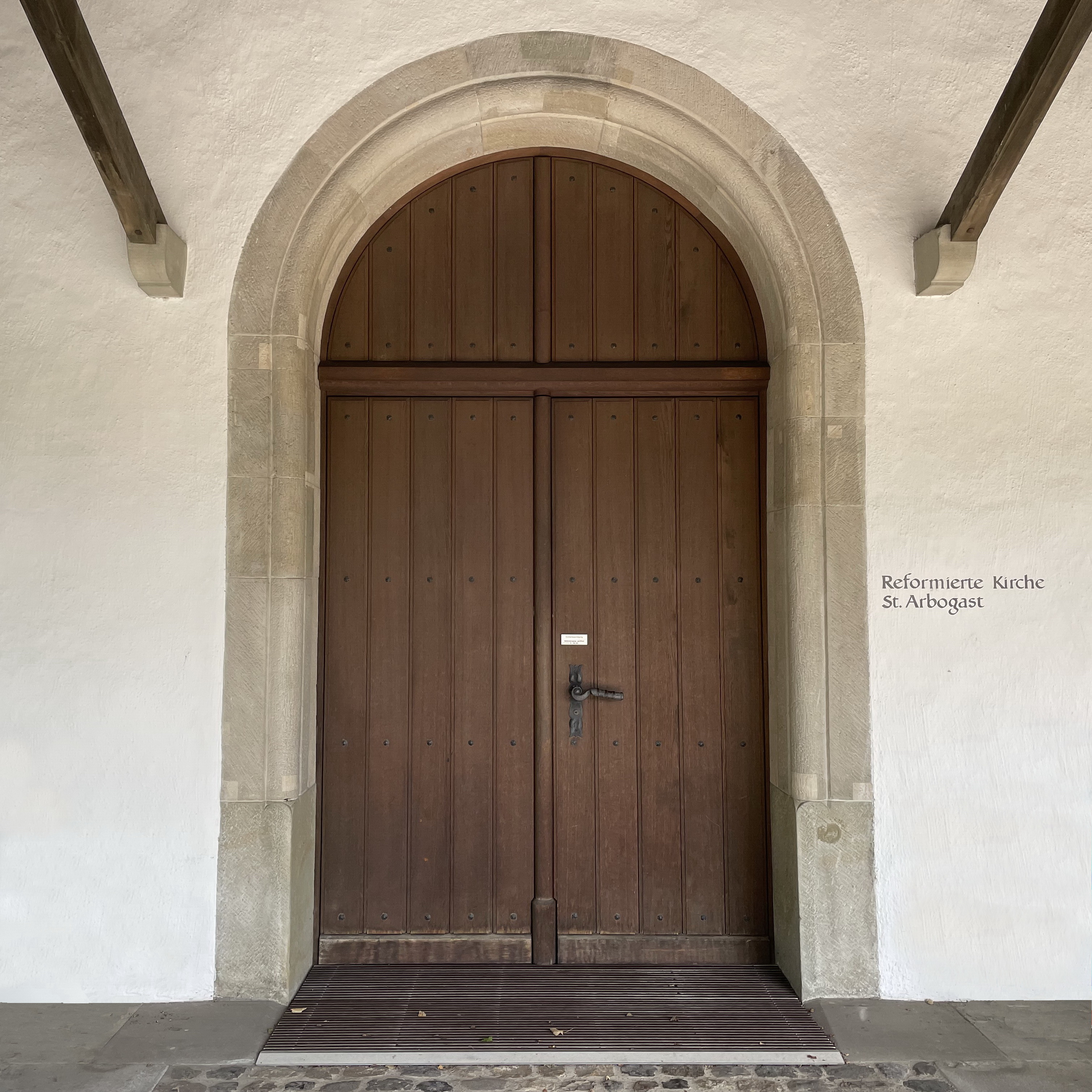
Das Hauptportal mit Rundstab-Gewände
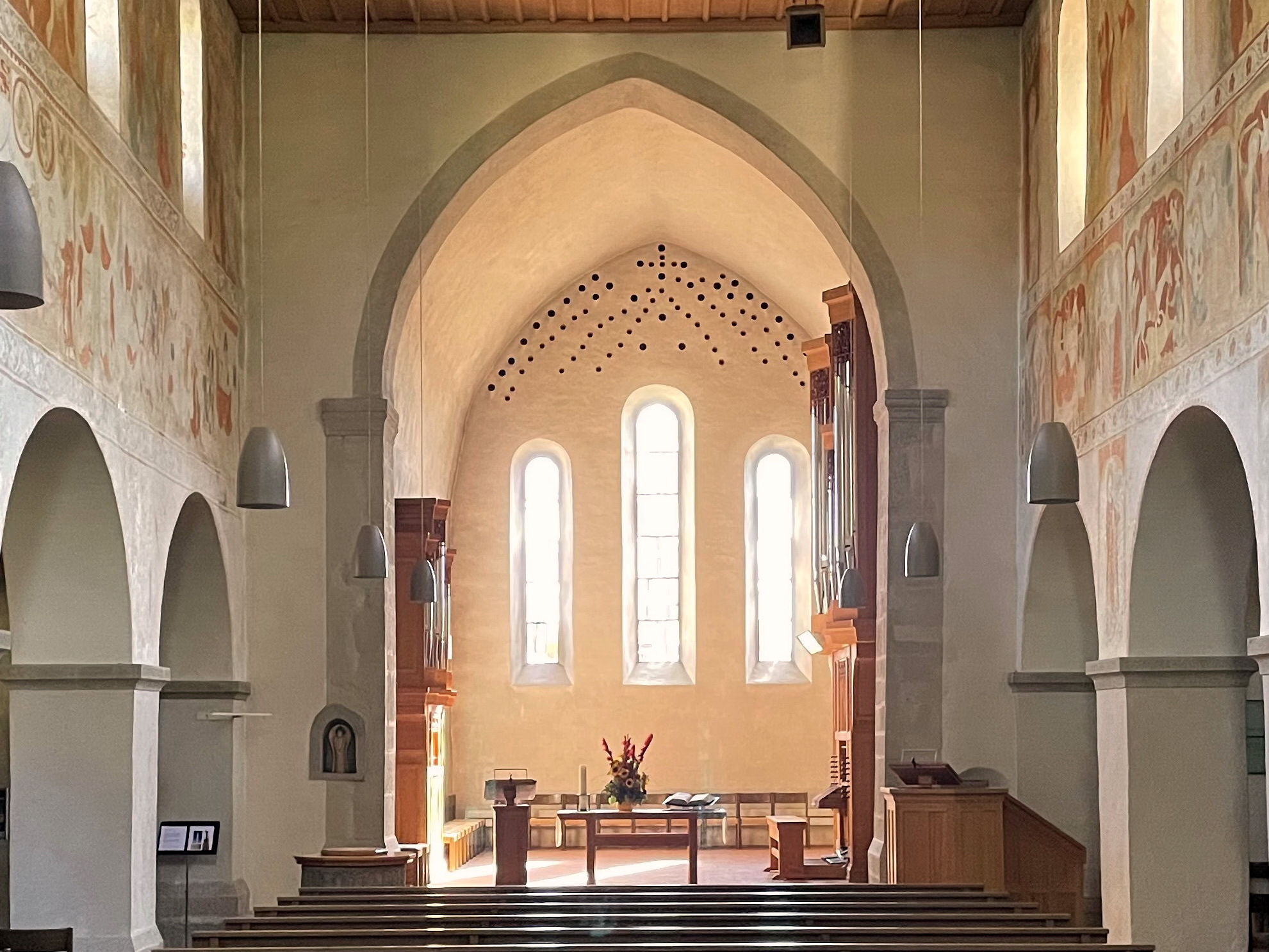
Der Chor: Schalltöpfe und verschobene Längsachse

### Taufstein
Der gotische Taufstein stammt entweder aus dem frühen 14. Jahrhundert wie die Wandmalereien oder bereits aus der Zeit der Kirchenerweiterung um 1260. Er wurde 1627 durch einen neuen ersetzt und unter dem Boden der Kirche versenkt; bei den archäologischen Grabungen wurde er 1976 überraschend wiederentdeckt. Die Spitzbogenpaare der Verzierung entsprechen einer Fensterform, die im Raum Zürich in der zweiten Hälfte des 13. Jahrhunderts und im frühen 14. Jahrhundert Verwendung fand.

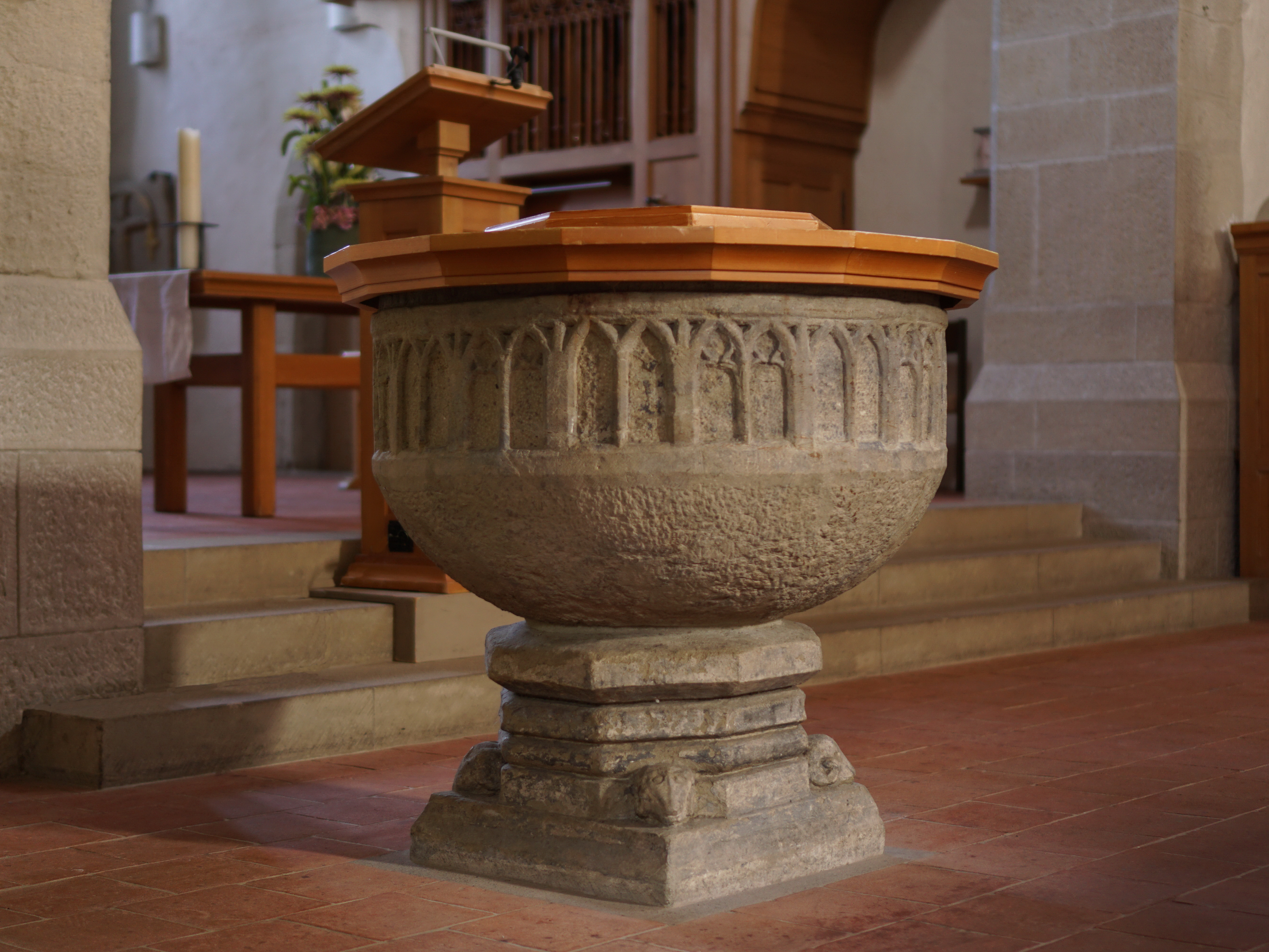
Der gotische Taufstein aus dem 13. oder 14. Jahrhundert
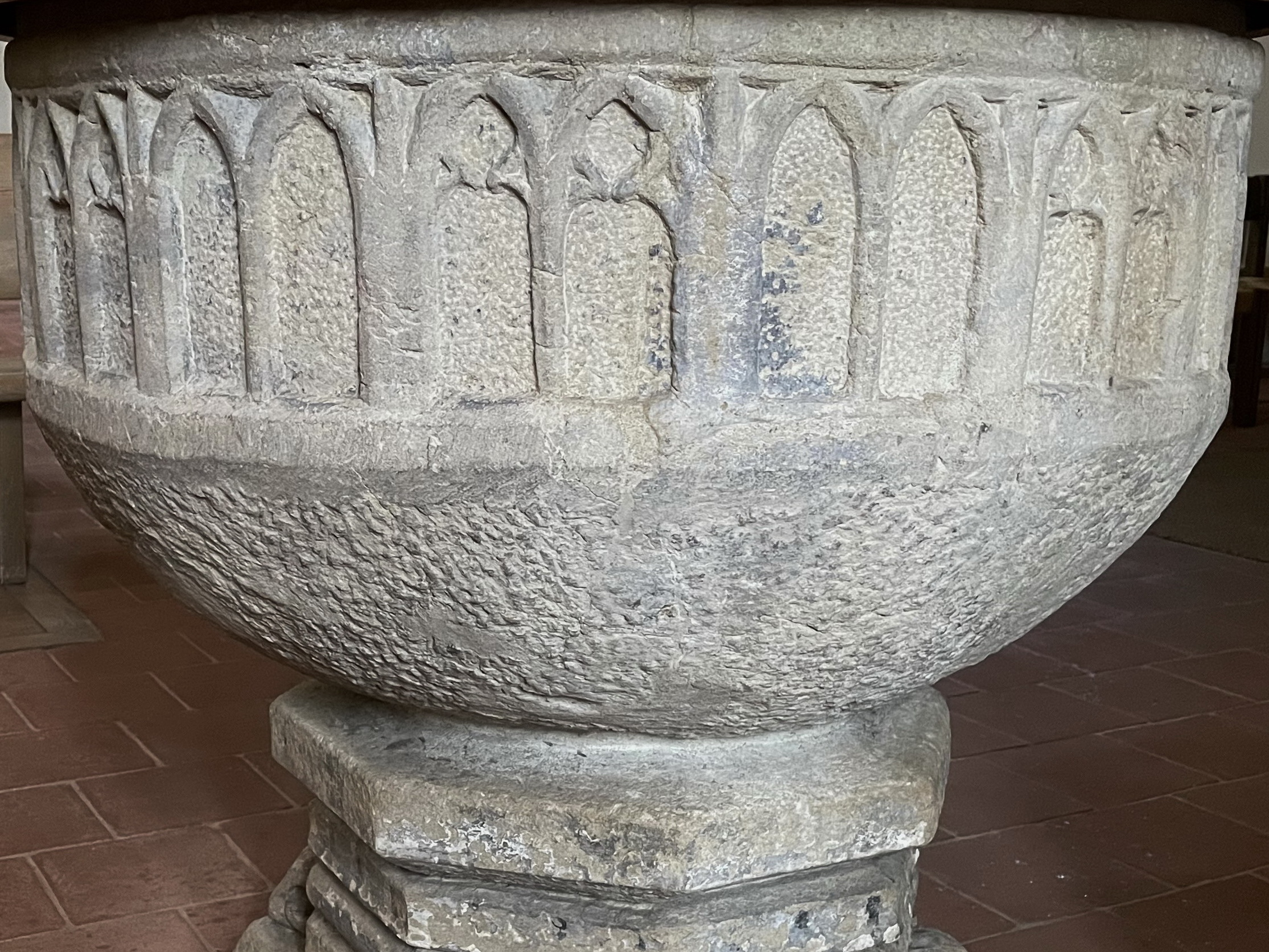
Spitzbogenfenster am Taufstein – aber nicht an der Kirche

### Turm und Relief

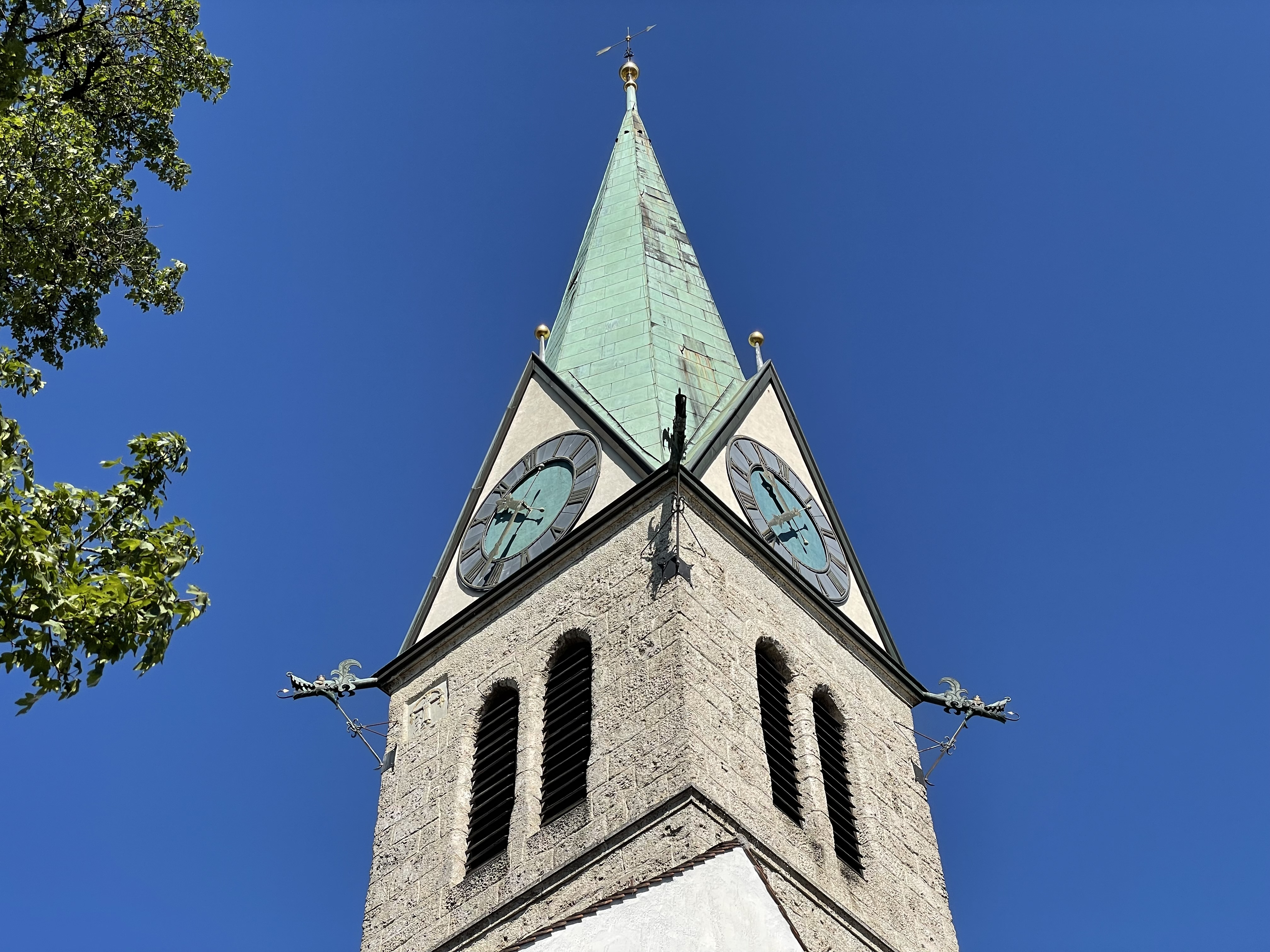
Die Turmspitze mit Relief und dem 1910 erhöhten Helm

Der Turm, der ursprünglich mit einem Sattel- oder Pyramidendach versehen war, hat seit dem 16. Jahrhundert einen schlanken Helm über vier Wimpergen. Das Datum des Dachumbaus ist nicht bekannt; auf der Kantonskarte von Jos Murer aus dem Jahr 1566 ist der Kirchturm von Oberwinterthur aber mit Helm eingetragen. 1910 wurde der Helm um 6 Meter erhöht und das frühere Schindeldach durch Kupfer ersetzt. Im obersten Bereich der Südwand des Turms ist ein Relief eingemauert. Es wurde seit langem als «heilige Kümmernis» betrachtet, entspricht aber eher dem Typ des Volto Santo. Ursprünglich war das Relief wohl gut sichtbar in der Kirche angebracht, wurde dann aber bei Umbauarbeiten entfernt und an den Turm versetzt. Dort ist heute eine Kopie des Reliefs eingemauert; das in jüngerer Zeit ergänzte Original ist im Chor der Kirche ausgestellt. Die Datierung ist umstritten: 14., 15. oder 16. Jahrhundert.

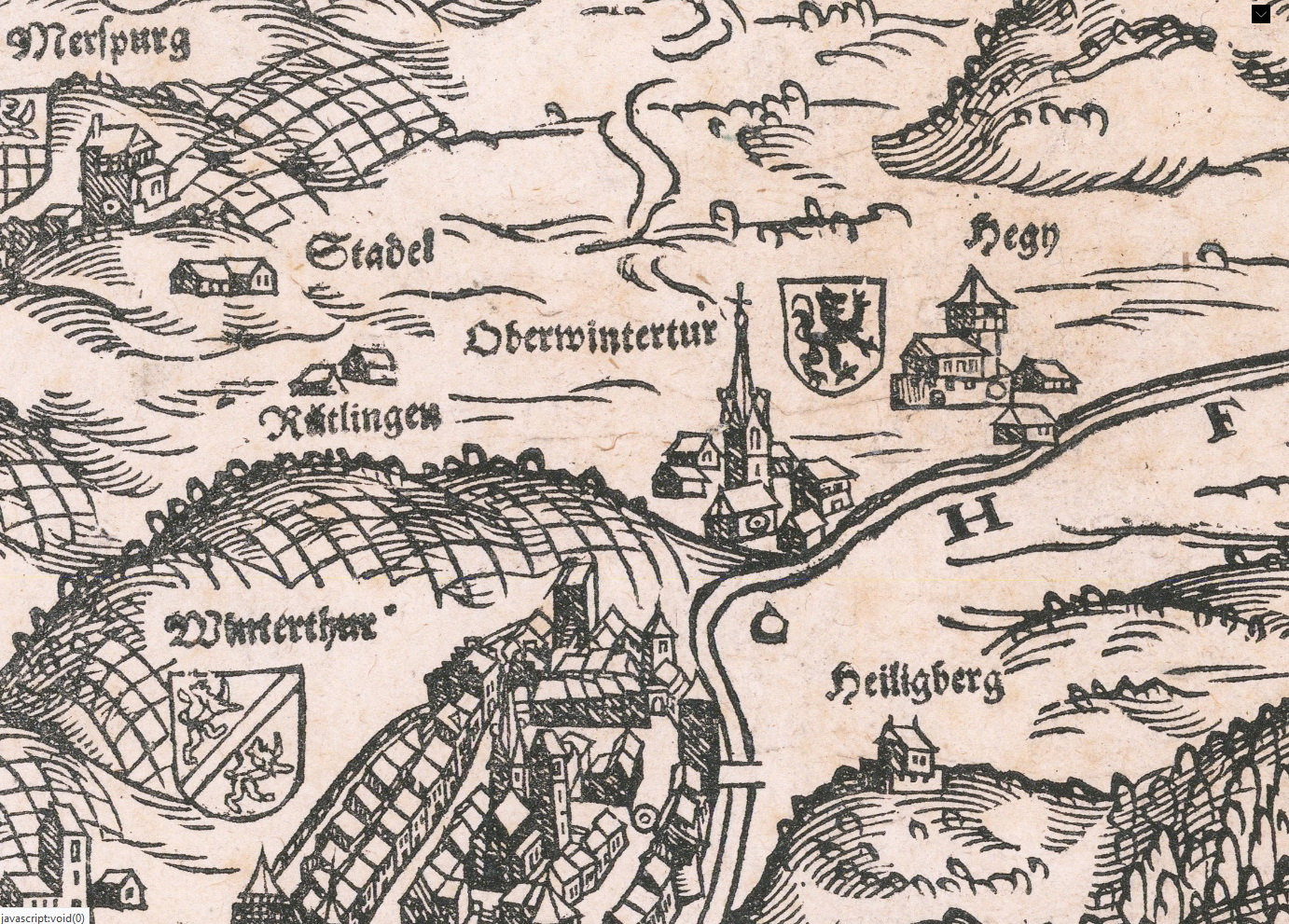
Der Kirchturm von Oberwinterthur mit Helm auf der Kantonskarte von Jos Murer, 1566
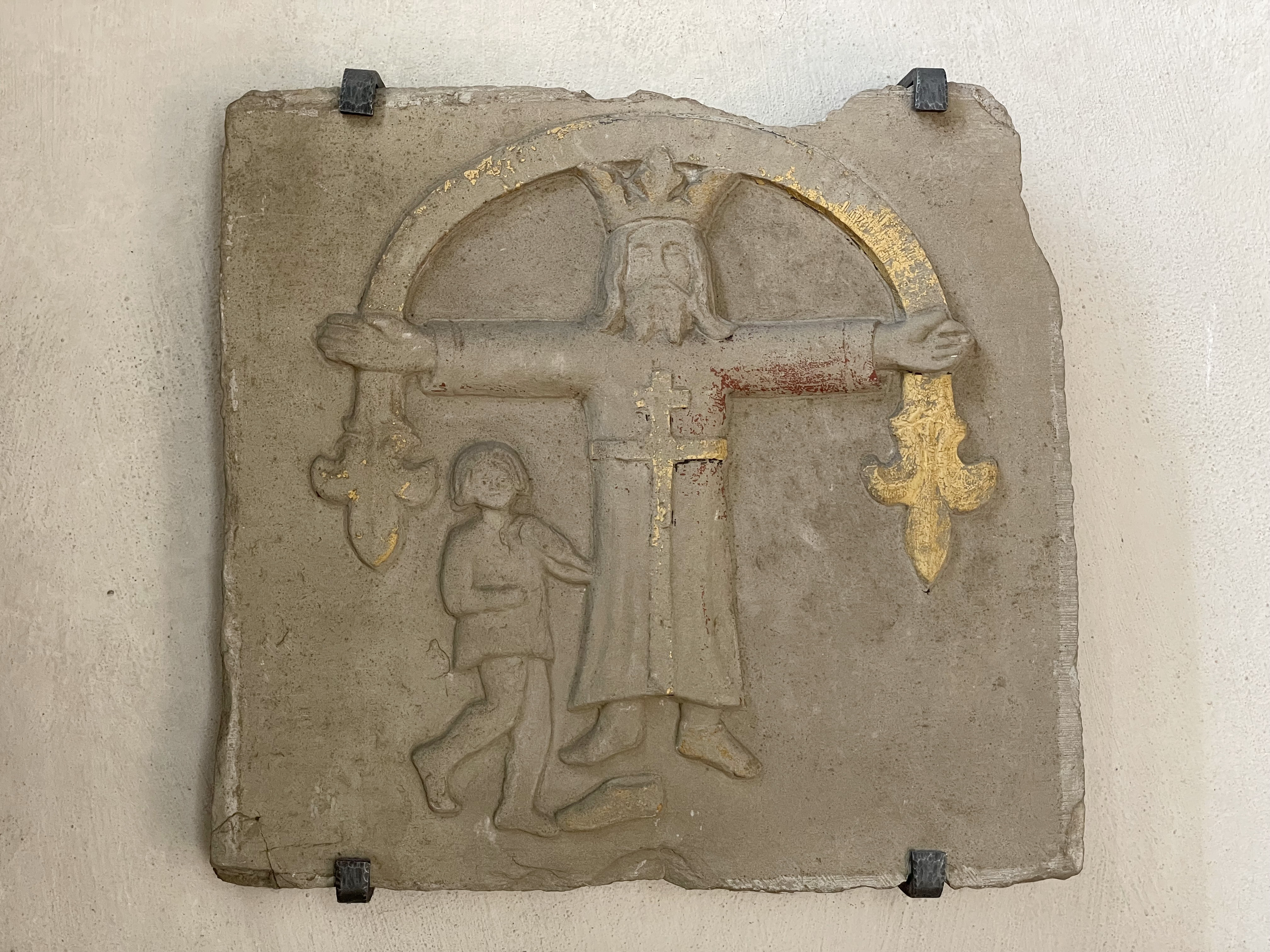
Kümmernis bzw. Volto Santo: Das ergänzte Original-Relief

## Wandmalereien

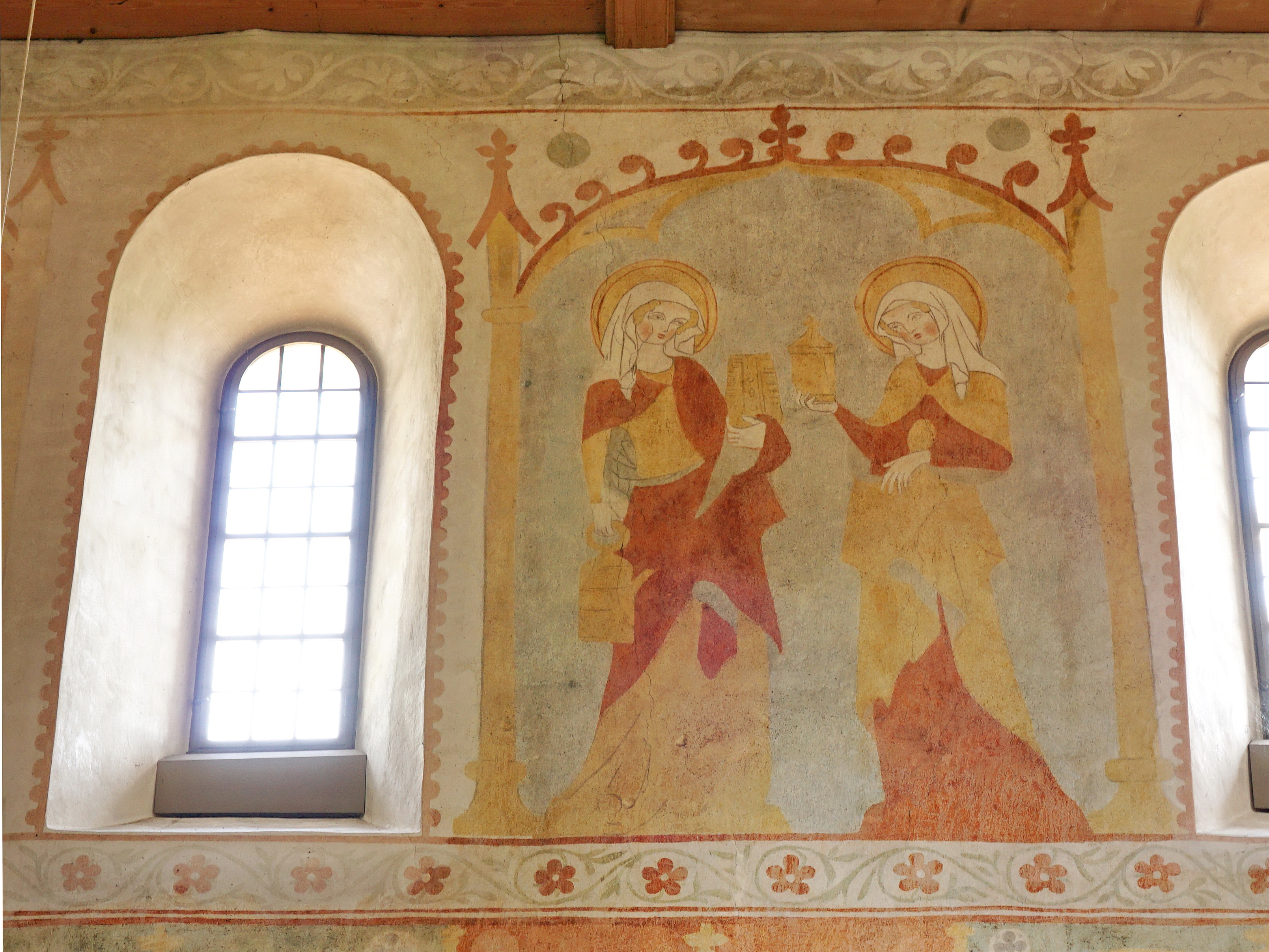
Verena (mit Kanne und Lausekamm als Zeichen ihrer Mildtätigkeit) und Maria Magdalena (mit Salbgefäss, da sie Jesus die Füsse salbte)

Die vermutlich um 1310/1320 entstandenen Malereien sind keine Fresken im eigentlichen Sinn, denn sie wurden auf den bereits trockenen Verputz aufgetragen; genauer: auf einen dünnen Kalkbelag, mit welchem dieser vorher überzogen worden war. Nach der Reformation wurden sie übertüncht, wobei vermutlich einzelne Bilder zunächst sichtbar blieben. Beim Einbau einer Empore wurden die Malereien an der Westwand und im angrenzenden Bereich der Südwand stark beschädigt. Zu den schlimmsten Zerstörungen kam es aber erst im 19. Jahrhundert: 1835 wurden die bemalten Wände mit Pickeln bearbeitet, damit ein neuer Verputz besser haftete. Restaurierungsversuche im Jahr 1932 richteten weiteren grossen Schaden an. Die Bemalung des Chorgewölbes – Christus als Weltenrichter auf einem Regenbogen, umgeben von Medaillons der vier Evangelisten – ging damals unwiederbringlich verloren, als während der Restaurierungsarbeiten der ganze Verputz herunterstürzte.
Die Nord- und die Südwand des Mittelschiffs zeigen zuoberst, zwischen den Fenstern, sogenannte Repräsentationsbilder: Fürbitter unter den Heiligen, die jeweils zu zweit dargestellt sind, mit Ausnahme von Arbogast, der in der Mitte der Nordwand thront. An der Südwand sind es weibliche Heilige (abgesehen von Christus und Maria in der Mitte), an der Nordwand männliche. Der durchlaufende Bildstreifen darunter erzählt an der Südwand die Geschichte von Christus, an der Nordwand hauptsächlich diejenige von Arbogast.

### Nordwand

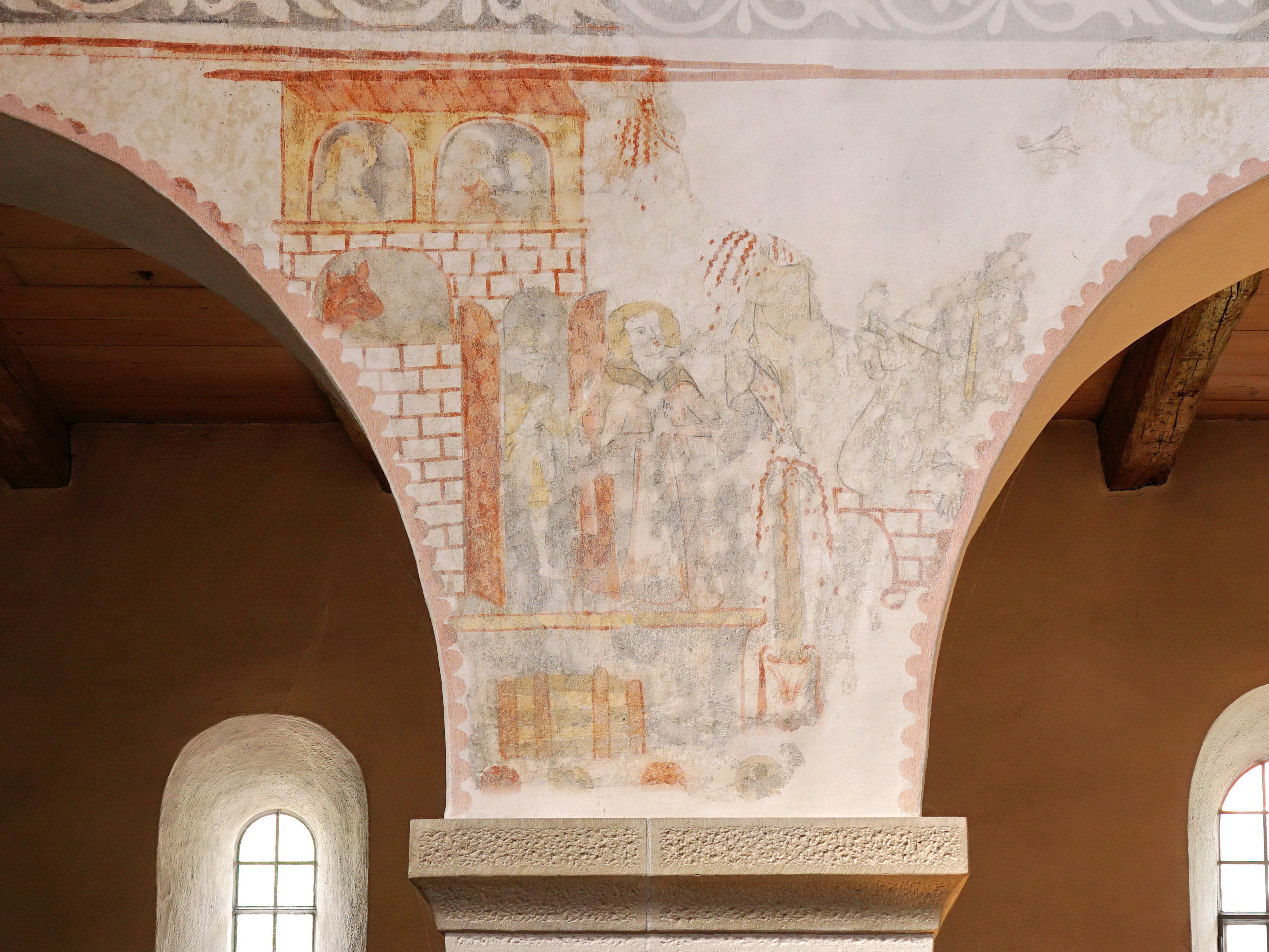
Arbogast verlässt das Elternhaus und wird berufen. Auf der rechten Seite kniet er etwas erhöht vor einem grossen Kruzifix.

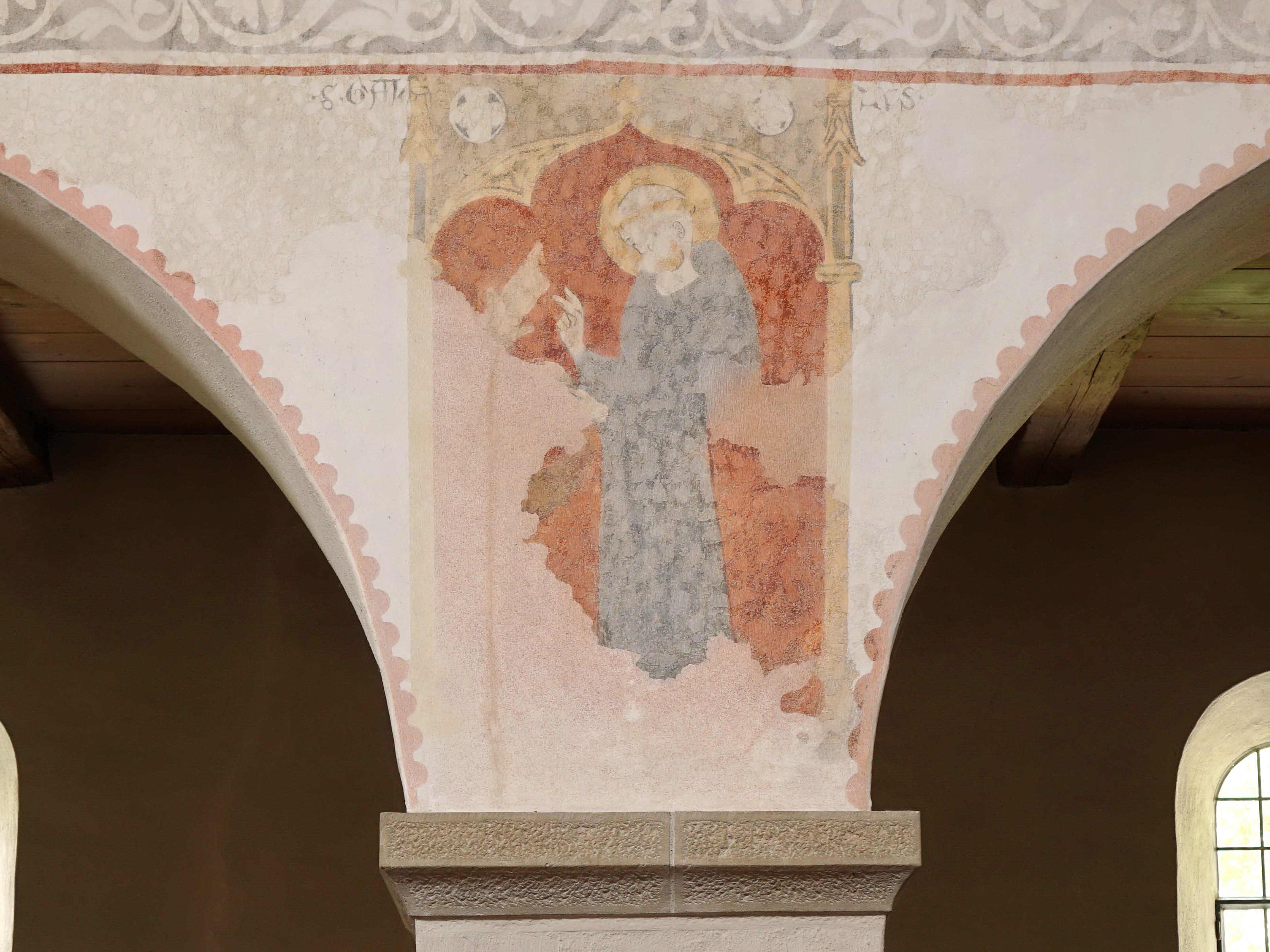
Gallus mit dem folgsamen Bären

Die ersten Bilder der Arbogast-Legende sind wohl unten im Arkadenbereich zu suchen, unmittelbar über den Pfeilern: Sonst würde die Jugendzeit des Heiligen übergangen, die normalerweise auch dargestellt ist. Über dem vom Hauptportal her gesehen ersten Pfeiler auf der Nordseite (links) dürfte also der Auszug des jungen Arbogast aus seinem Elternhaus und seine Berufung zu sehen sein. Das noch stärker beschädigte Bild über dem zweiten Pfeiler – zwei Heilige reichen sich die Hände – zeigt möglicherweise den Abschied Arbogasts von seinem Einsiedler-Gefährten Deodatus. Im dritten Pfeilerbild ist gemäss der erhaltenen Beschriftung Gallus dargestellt, der den gehorsamen Bären mit einem Brot belohnt. Da es gewisse Parallelen im Leben von Arbogast und Gallus gibt, könnte auch dieses Bild noch mit Arbogast in Verbindung stehen. (Das Bild über dem vierten Pfeiler ist weitgehend zerstört; es zeigte Christus mit den Leidenswerkzeugen.)
Die Bilder des mittleren Streifens zeigen folgende Szenen (von links nach rechts):
| 1. | Arbogast gründet im Heiligen Forst das Kloster Surbourg. |
| 2. | Arbogast wird zum Bischof von Strassburg geweiht. |
| 3. | Sigibert, der Sohn von König Dagobert, wird bei einem Jagdunfall tödlich verletzt. |
| 4. | Arbogast erweckt den Toten wieder zum Leben. |
| 5. | Zum Dank schenkt Dagobert dem Bischofsmünster Unserer Lieben Frau von Strassburg die Stadt Rufach und das Schloss Isenheim. Die Mutter Gottes nimmt das Geschenk entgegen. Zusammen mit dem Modell überreicht der König eine gesiegelte Schenkungsurkunde. |
| 6. | Arbogast wird beigesetzt. Am rechten Bildrand steht ein Ritter; über der Szene sind die Schilde der Meier von Mörsburg und der Herren von Hegi zu sehen. Vertreter dieser Familien hatten vermutlich die Wandmalereien gestiftet und möglicherweise auch den Ausbau der Kirche mitfinanziert. Die adlige Selbstinszenierung im Bild der Bestattung des heiligen Arbogast ging aber offenbar zu weit: Das Bild wurde kurz nach der Vollendung übermalt, wobei Totengräber und Ritter ersetzt wurden durch einen Baum und durch Christus, der die Seele des Verstorbenen aufnahm. Die Familienwappen wurden in den obersten Bereich der bemalten Wand verschoben. – Die erste Version der Bestattungsszene ist gerade deshalb so gut erhalten, weil die Übermalung sie schützte. |
| 7. | Schutzmantelmadonna Zwei heimatlose Mädchen liegen zu ihren Füssen. Die Wappenschilde zeigen, dass sich auch die Herren von Hegi unter den Schutz der Madonna stellten und hofften, diese werde sich für ihr Seelenheil einsetzen. |
| 8. | Epiphanie: Die Ankunft der Heiligen Drei Könige nach Christi Geburt. Lustig ist das Pferd: es war ursprünglich ein Kamel, wie Schwanz und Hufe belegen, und wurde in späterer Zeit falsch nachgemalt. Rechts steht nicht etwa Josef, sondern Jesaja (mit Judenhut), der die Ankunft des Messias vorhersagt. |

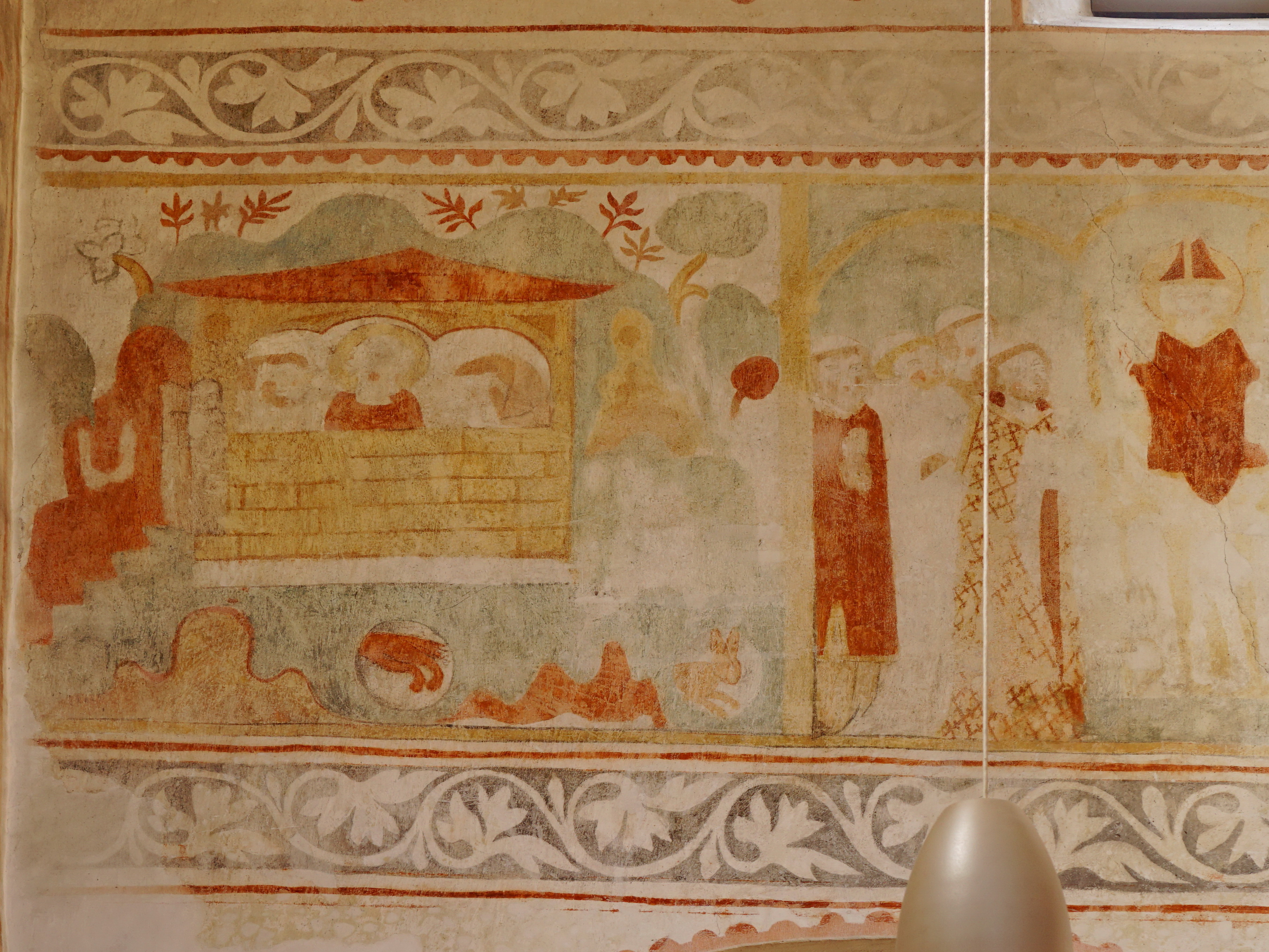
1. Klostergründung in freier Natur, 2. Bischofsweihe
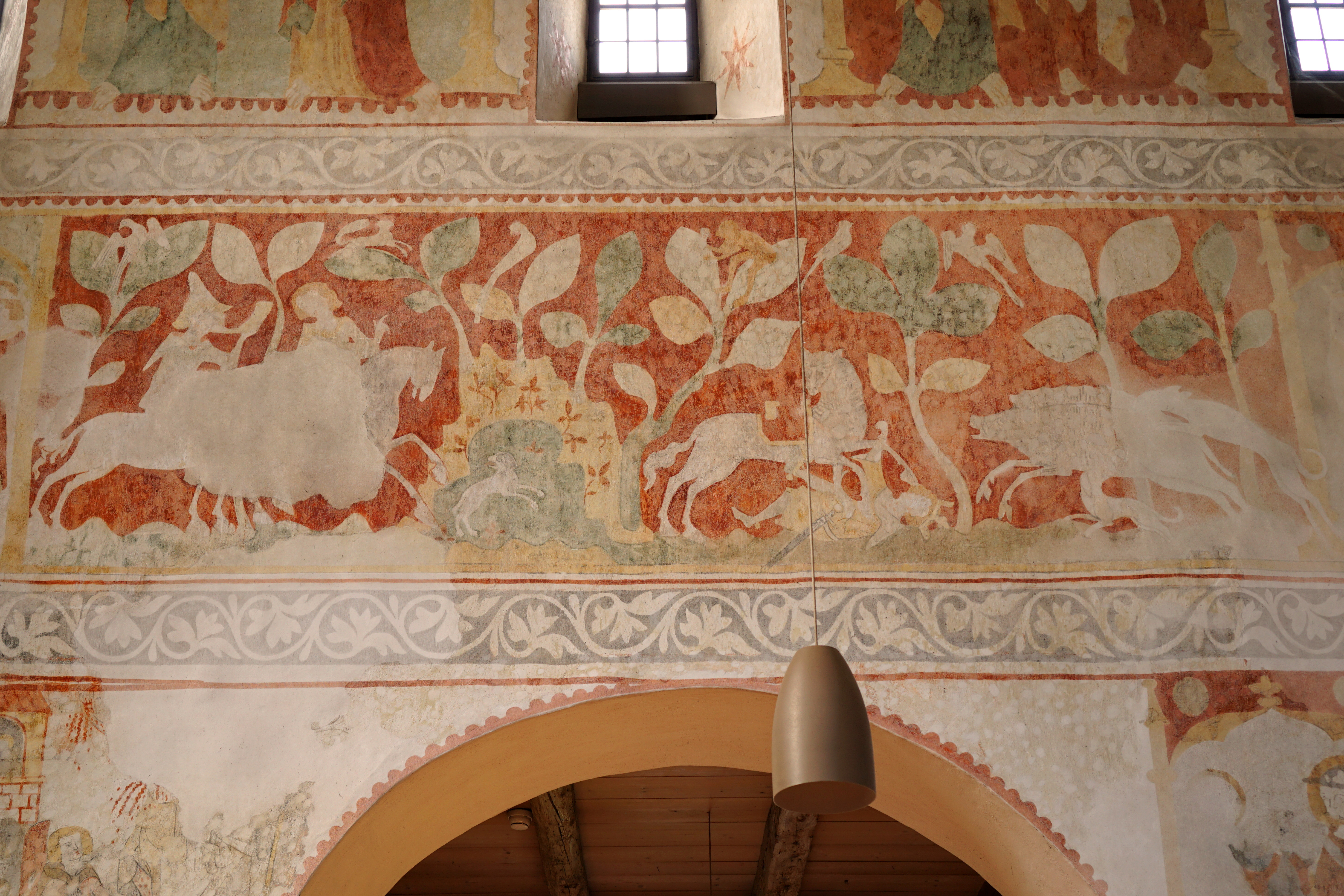
3. Jagdszene: Sigiberts Tod
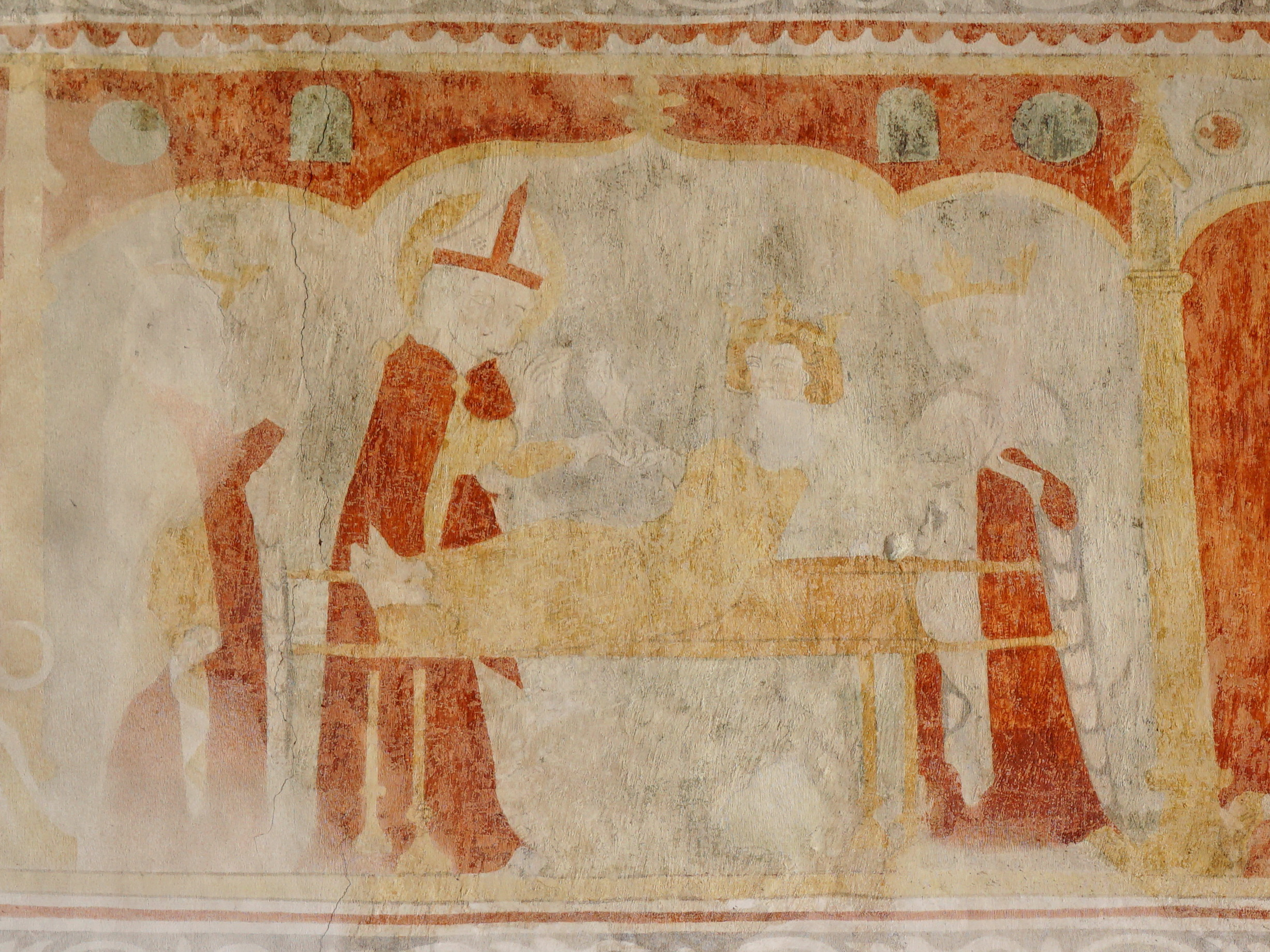
4. Auferweckung des Toten durch Bischof Arbogast
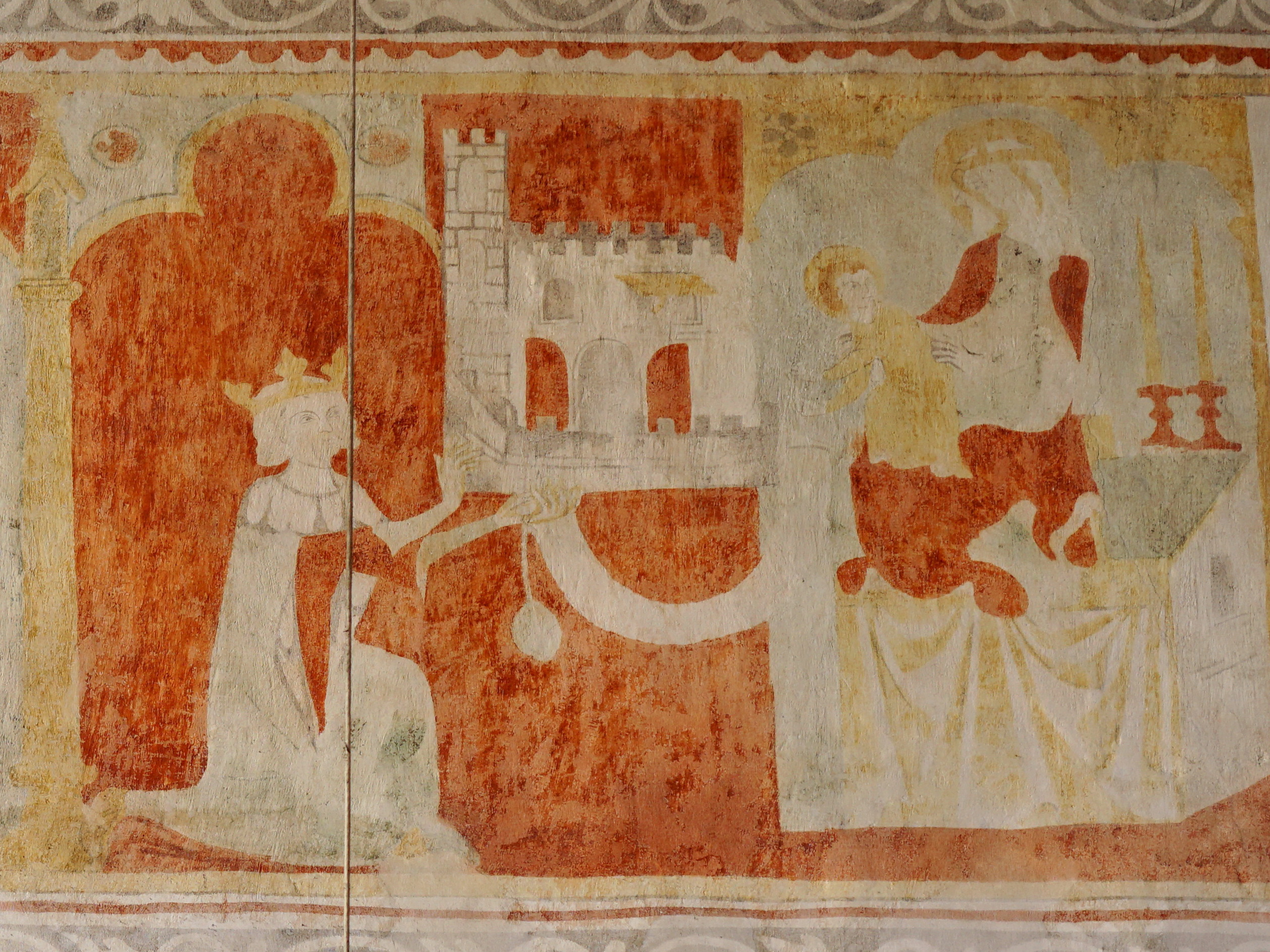
5. König Dagoberts Schenkung
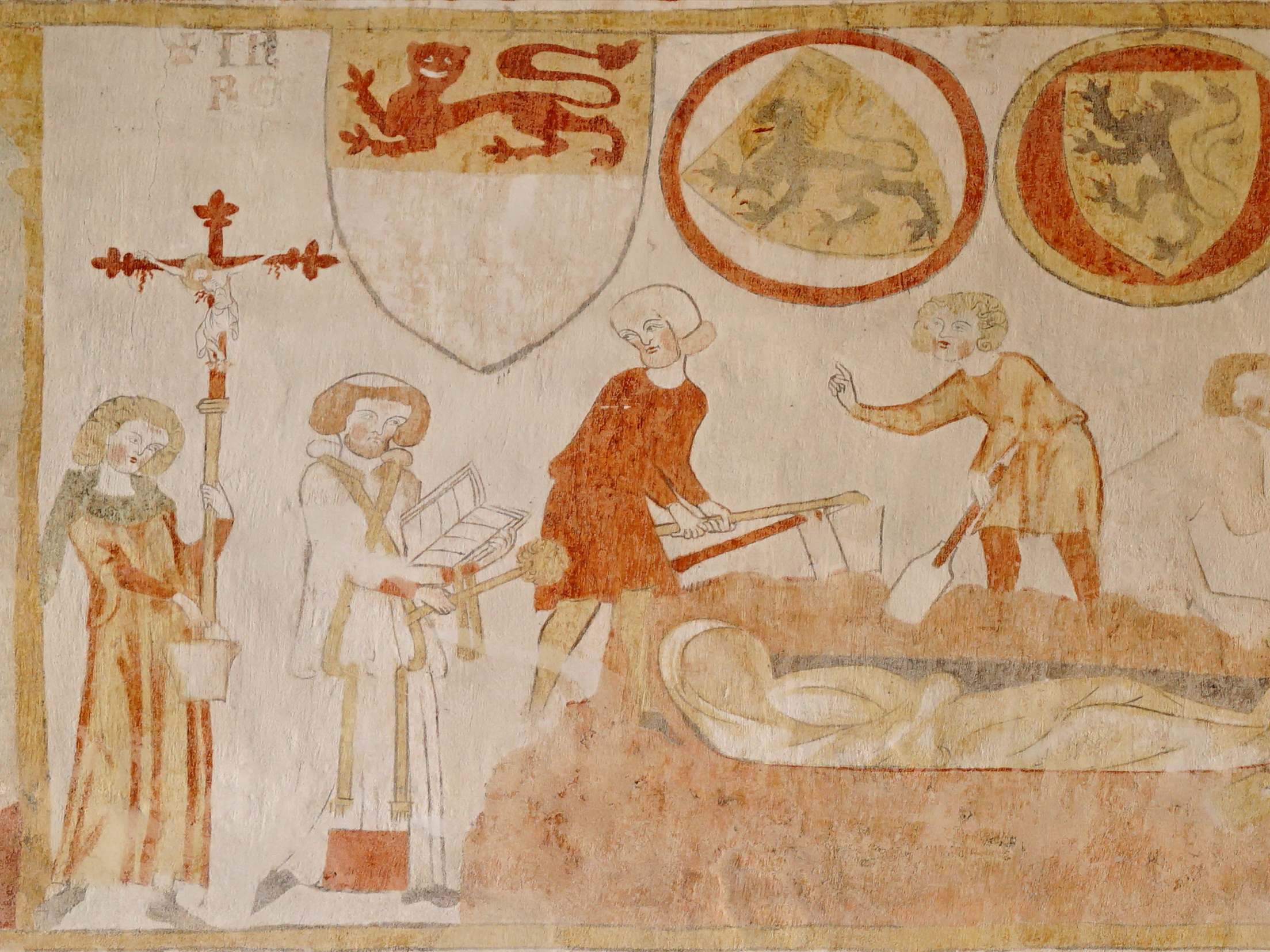
6. Arbogasts Bestattung: a) linker Teil
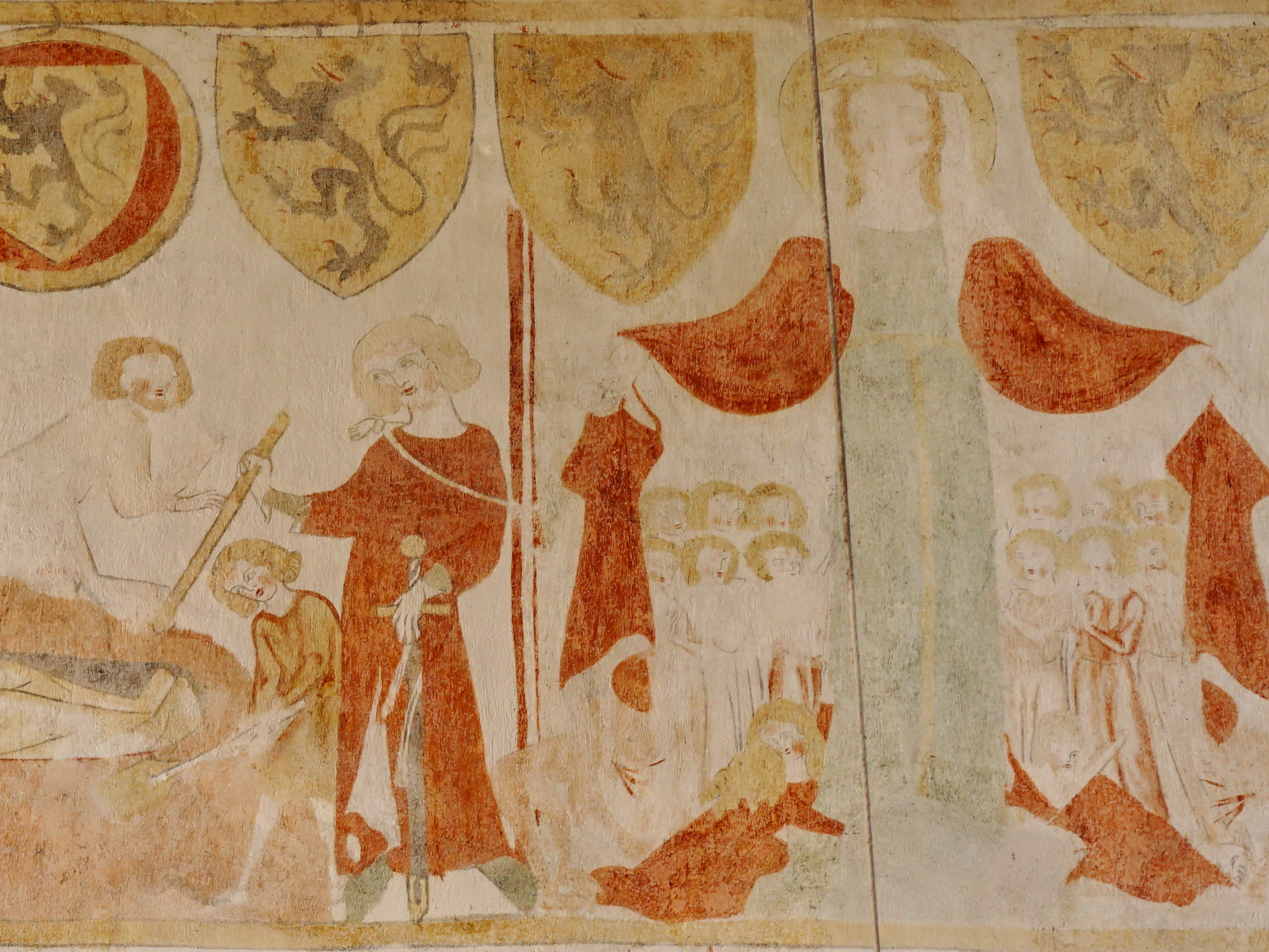
b) Rechter Teil der Bestattung, 7. Schutzmantelmadonna
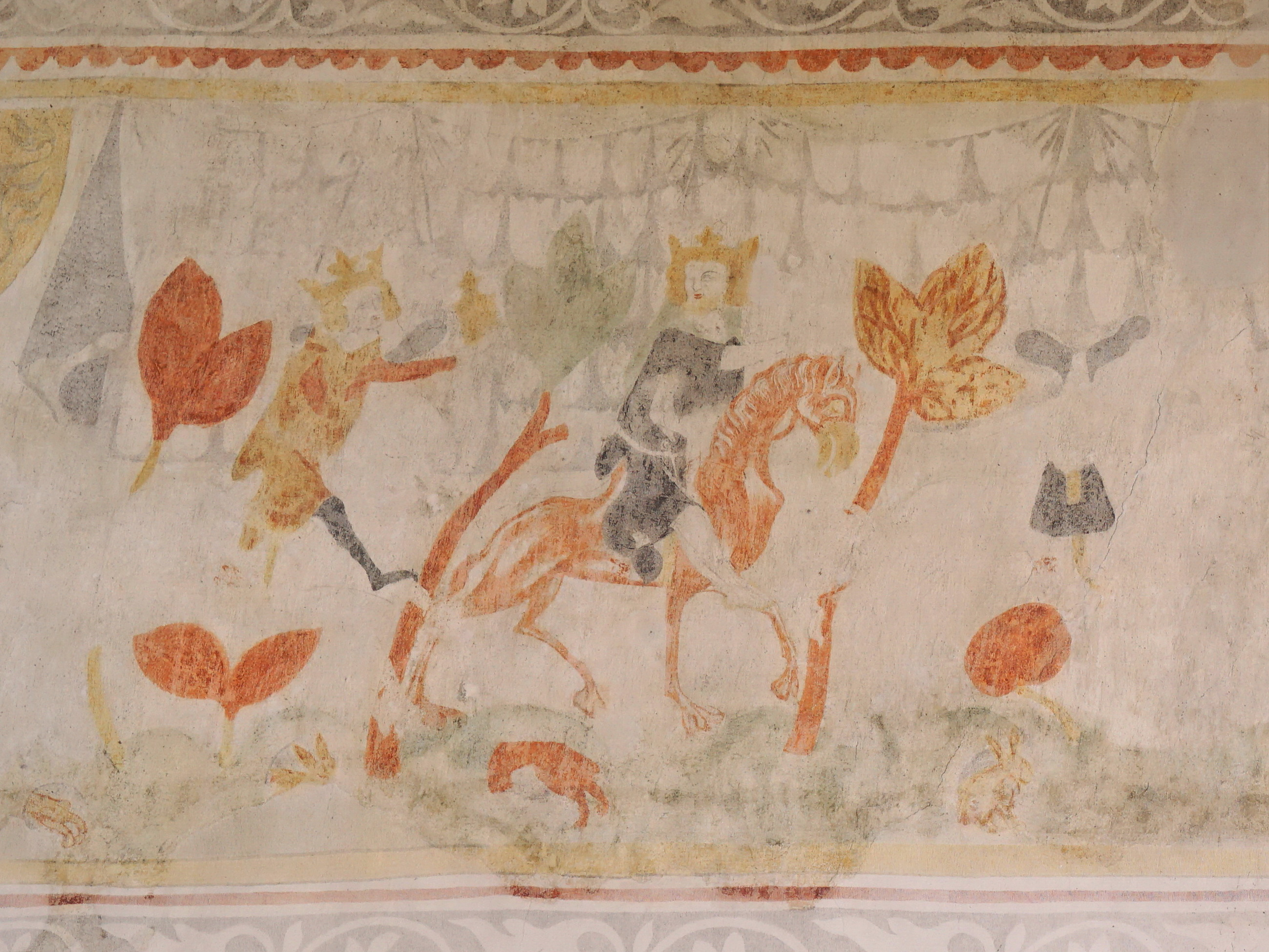
8. Epiphanie: a) Das «Kamelpferd» und andere Tiere
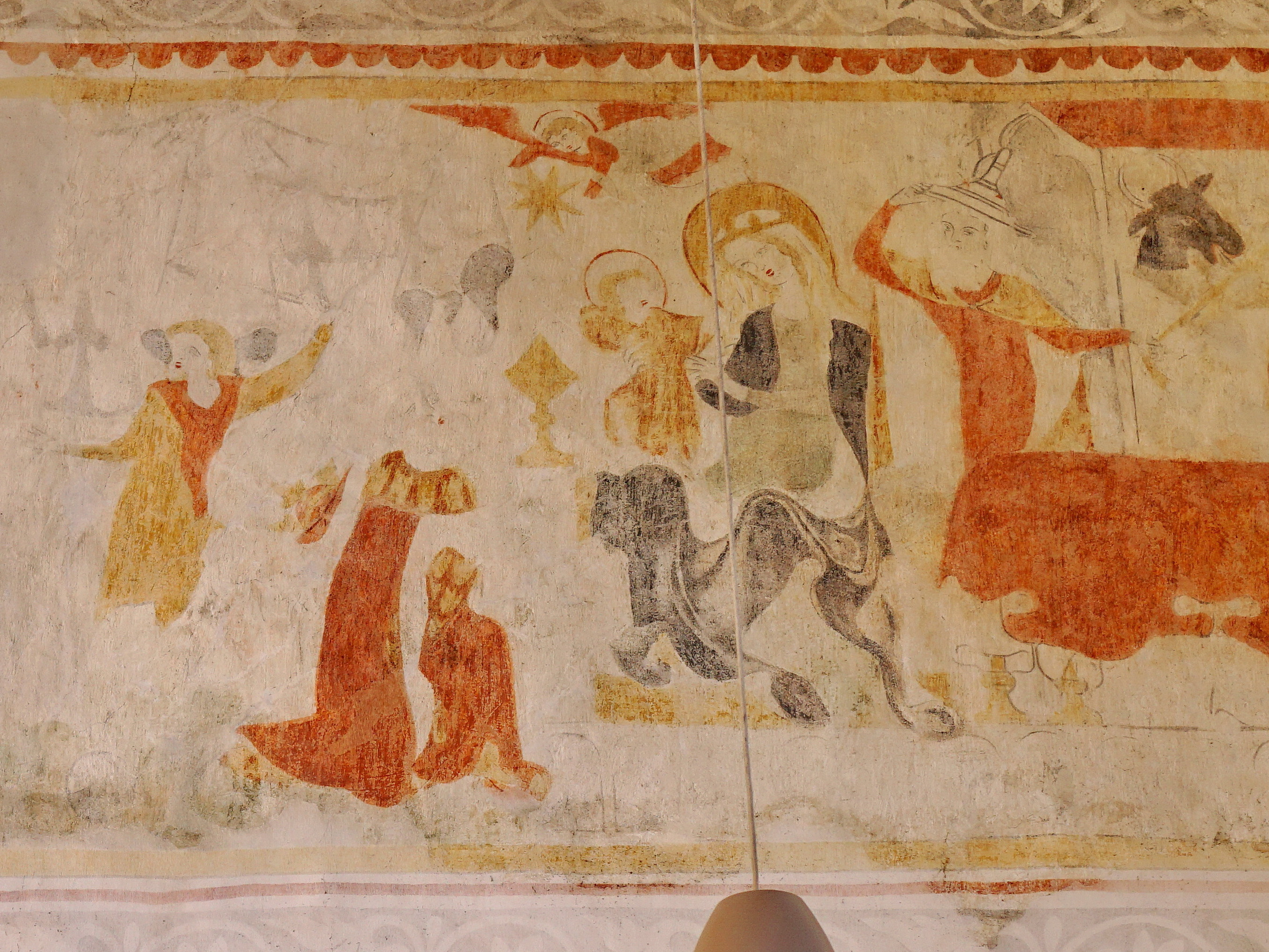
b) Anbetung und Jesaja
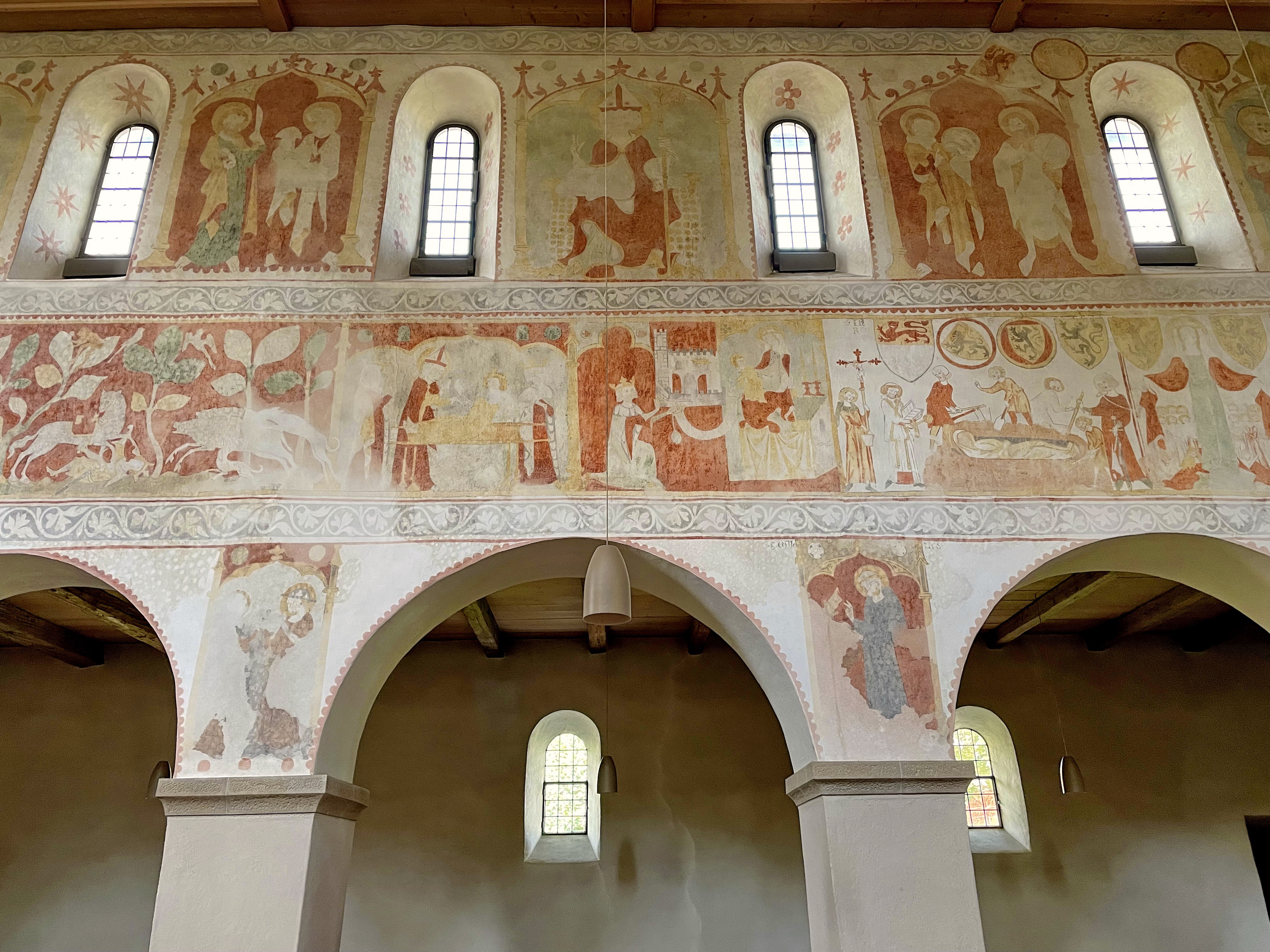
St. Arbogast thront über der Mitte der Nordwand.

### Südwand

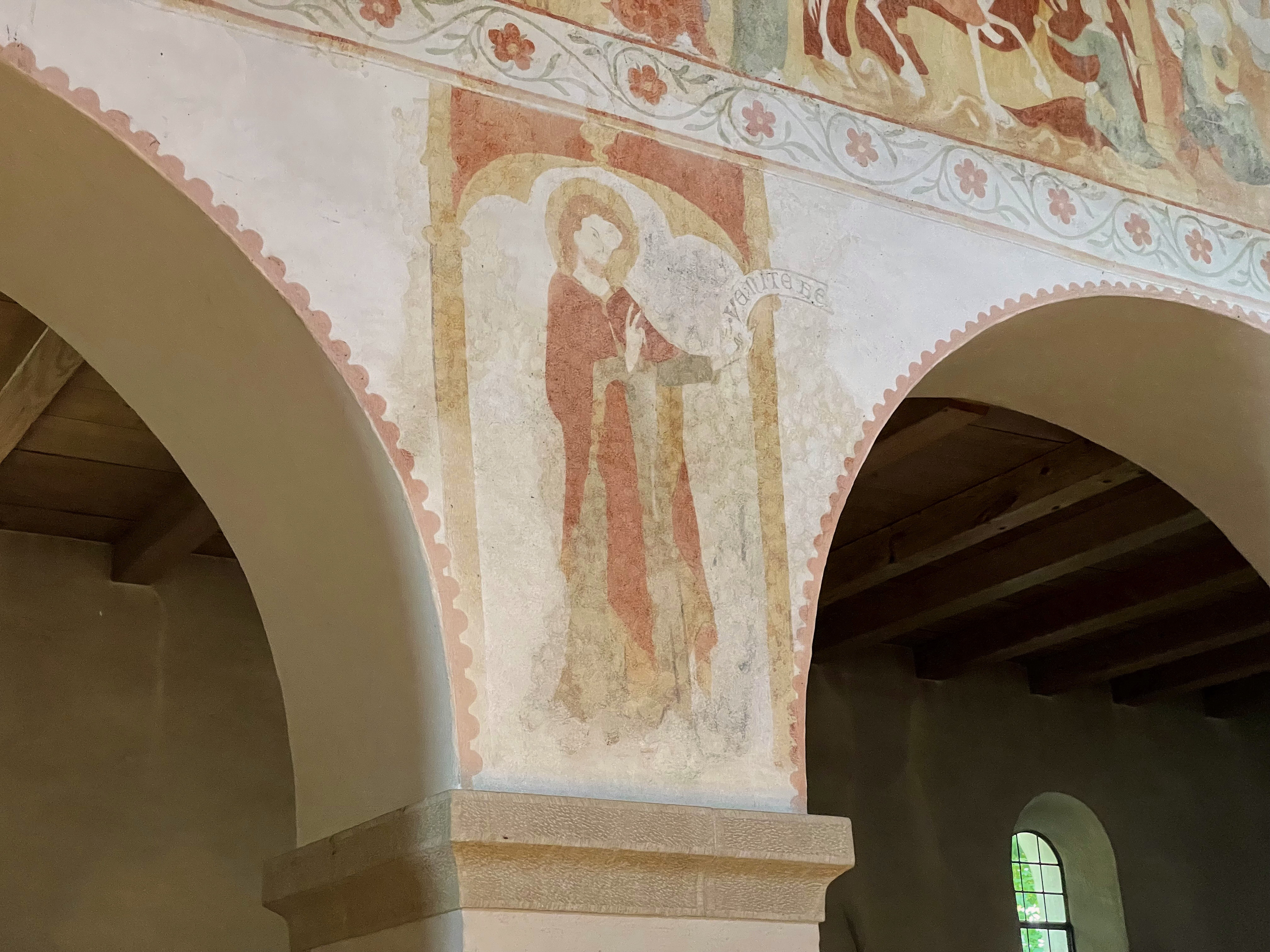
Christus spricht: Venite, benedicti (Kommt, Gesegnete!)

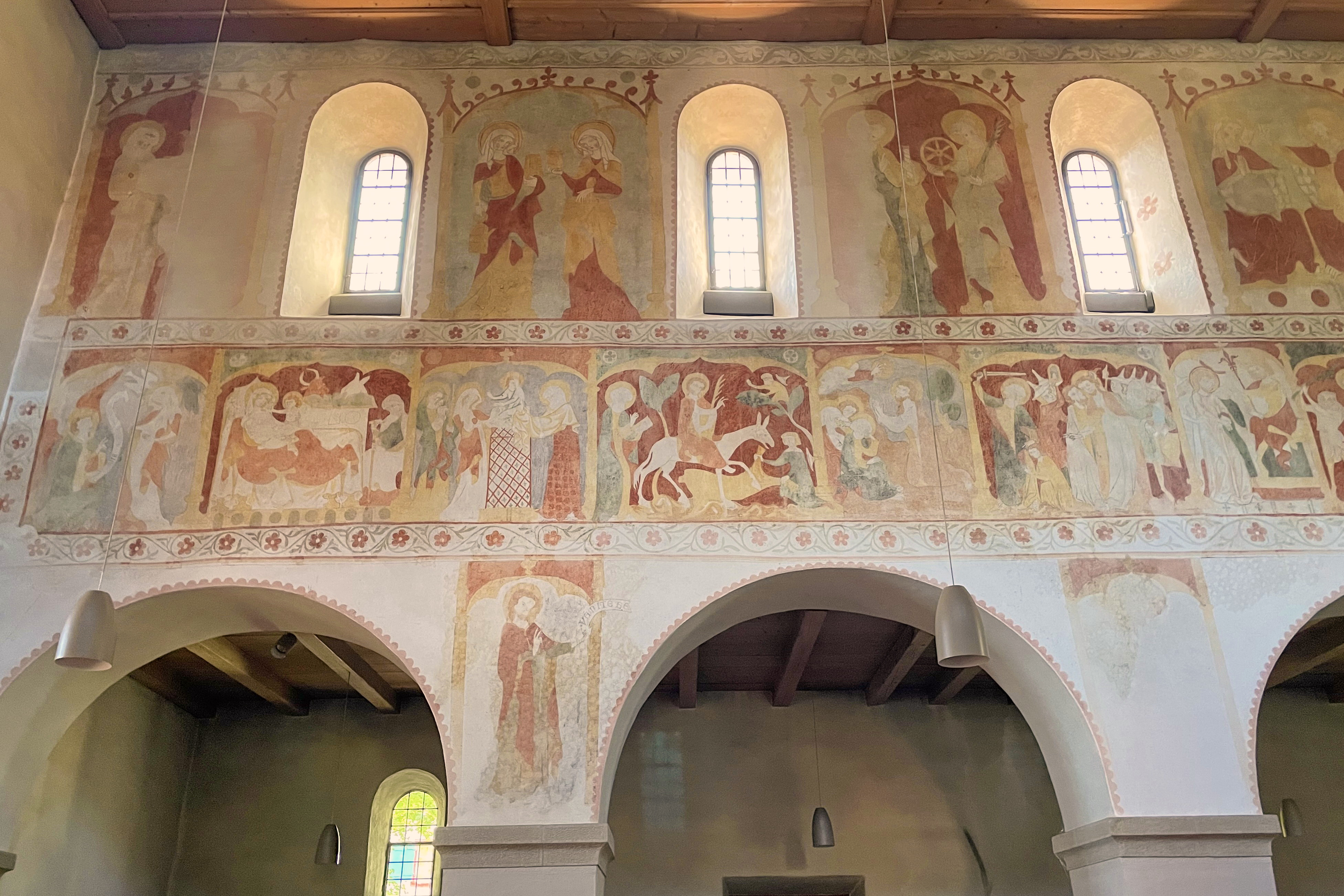
Die östliche Hälfte der Südwand

Über dem ersten Pfeiler (von links, d. h. vom Chorbogen her) steht Christus. Er spricht: Venite, benedicti (Kommt, Gesegnete!) – offenbar zu den Zürcher Stadtheiligen, welche über den restlichen drei Pfeilern dieser Arkade dargestellt sind bzw. waren: Felix und Regula sowie Exuperantius. (Von Felix ist nur noch wenig zu erkennen, von Regula etwas mehr; Exuperantius ist nicht mehr sichtbar.)
Der erzählende Bildstreifen der Südwand ist dem Leben, dem Leiden, dem Tod und der Auferstehung Christi gewidmet. Die Kunst der frühen Gotik des 13. und 14. Jahrhunderts thematisiert im Vergleich mit der Romanik weniger die Herrlichkeit des Auferstandenen als das Leiden Jesu. Die Bilder sollen die Gläubigen zu Mitleid, Liebe und stiller Andacht bewegen.
Die Erzählung beginnt beim Chorbogen:
| 1. | Der Erzengel Gabriel verkündet Maria die bevorstehende Geburt. Von seiner Begrüssung Ave Maria, gratia plena (Sei gegrüsst, Begnadete) sind nur noch die Buchstaben MAR zu erkennen.      |
| 2. | Jesus ist geboren. |
| 3. | Maria und Anna bringen den Knaben zum Altar des Hohen Priesters. |
| 4. | Jesus zieht in Jerusalem ein (Palmsonntag). Zwei Zuschauer sind durch Spitzhüte als Juden gekennzeichnet.                                                                                 |
| 5. | Jesus betet am Ölberg. |
| 6. | Jesus wird festgenommen. Zu dieser Szene gehört auch der Verräter Judas Iskariot, der Jesus küsst, und Simon Petrus, der Malchus ein Ohr abschlägt. Einer der Schergen hält eine Laterne. |
| 7. | Jesus wird vor den Statthalter Pontius Pilatus geführt. |
| 8. | Jesus wird gegeisselt. |

Die folgenden Bilder sind alle stark beschädigt:
| 9.  | Dornenkrönung |
| 10. | Kreuztragung |
| 11. | Kreuzigung Ein römischer Soldat stösst Jesus eine Lanze in die Brust. Ein Engel empfängt die Seele des reuigen Mitgekreuzigten. Das Kreuz Christi durchbricht die Rosenbordüre; der Himmel öffnet sich. |
| 12. | Kreuzabnahme |
| 13. | Grablegung |
| 14. | Auferstehung |
| 15. | Jesus erscheint den Jüngerinnen, die sein Grab aufgesucht hatten. |

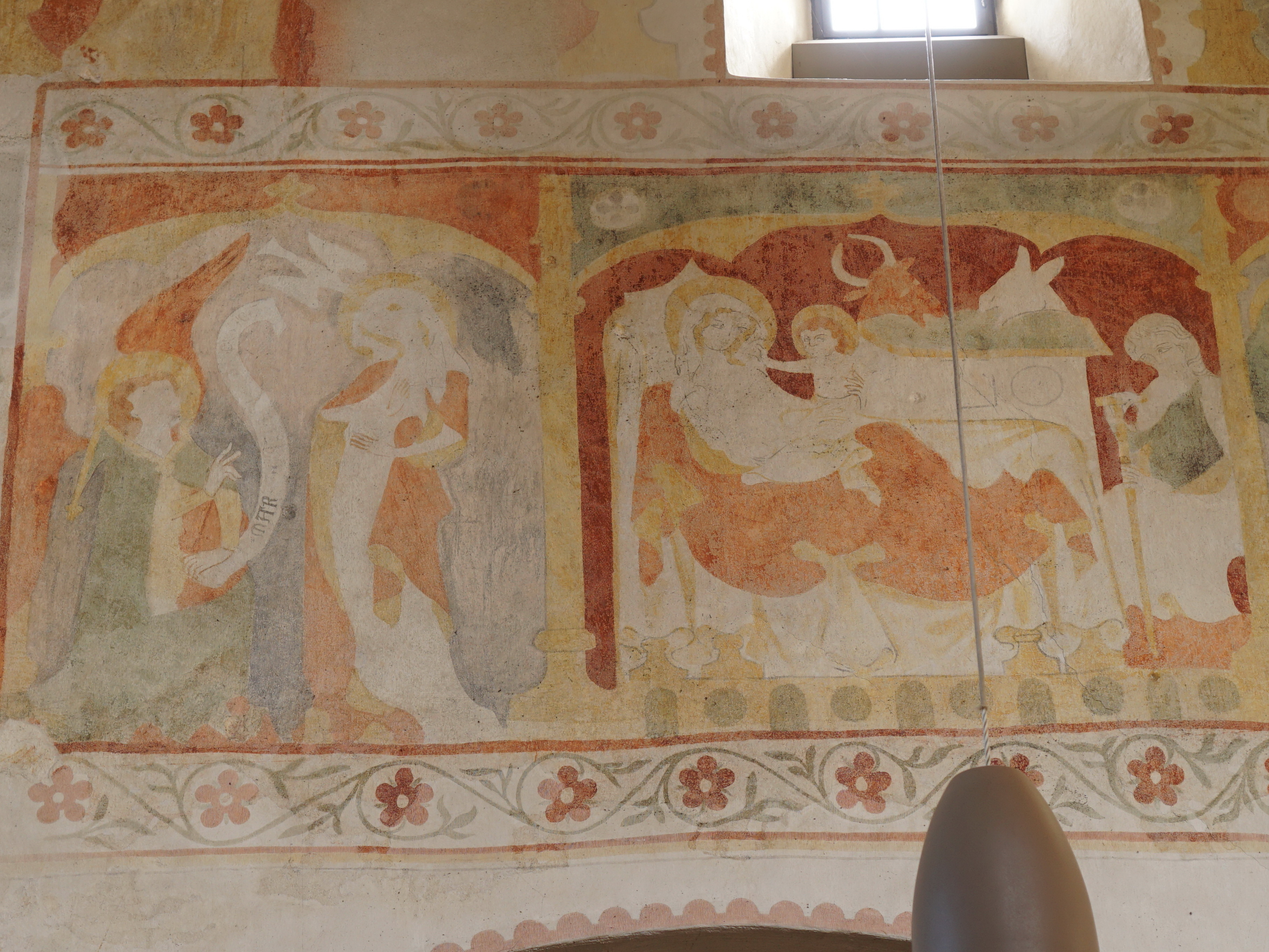
1. Verkündigung, 2. Geburt
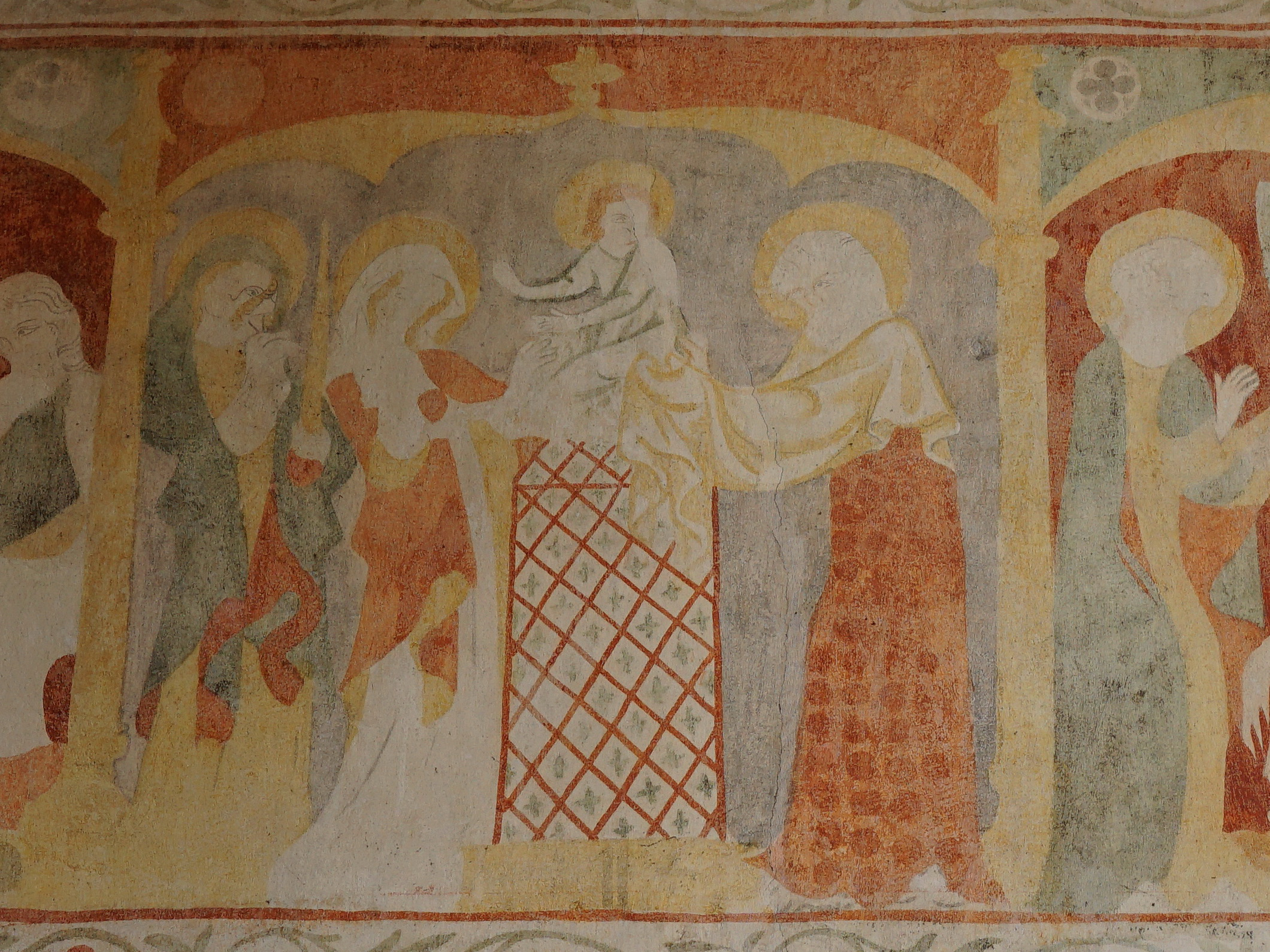
3. Darbringung im Tempel
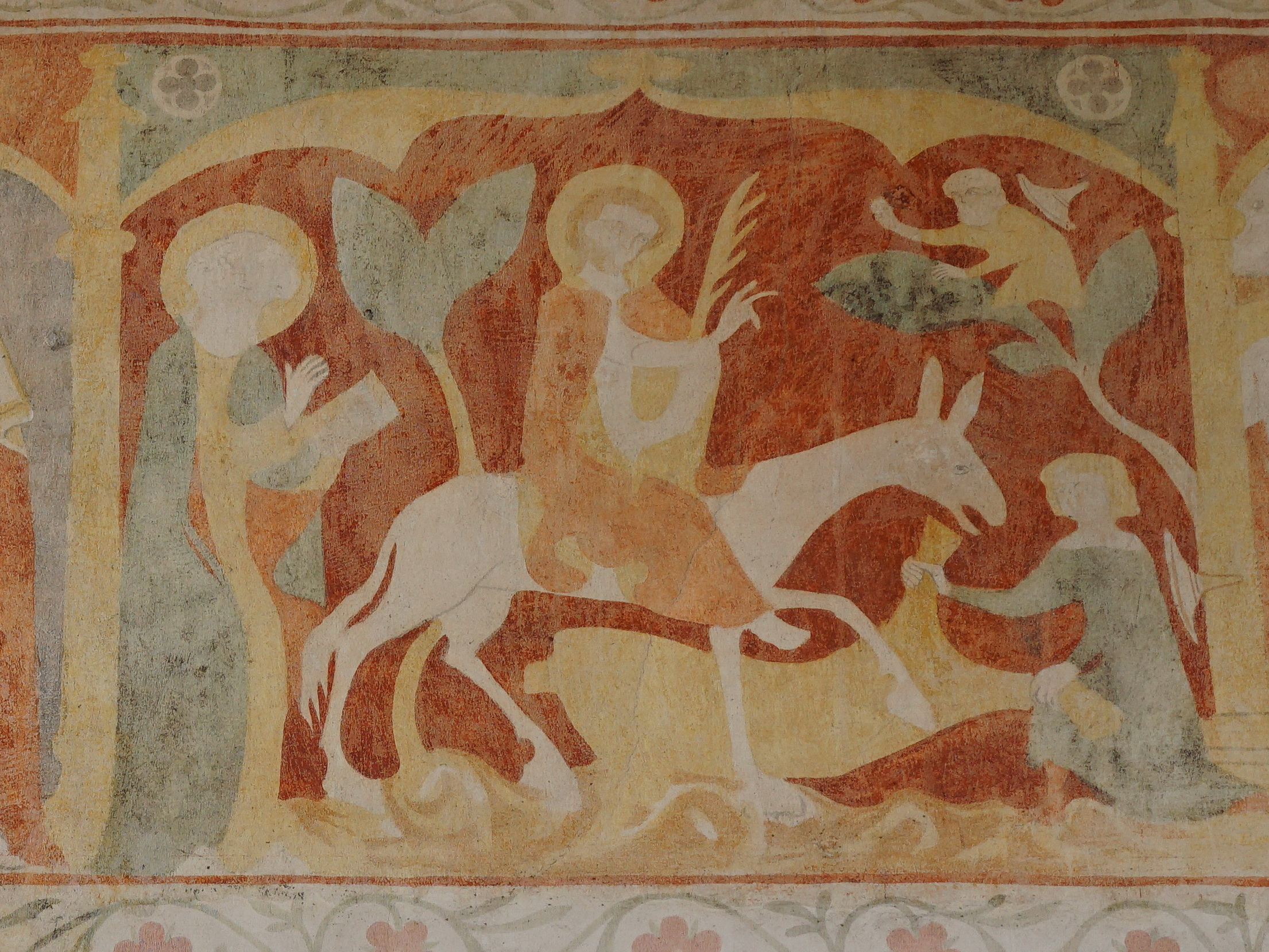
4. Einzug in Jerusalem
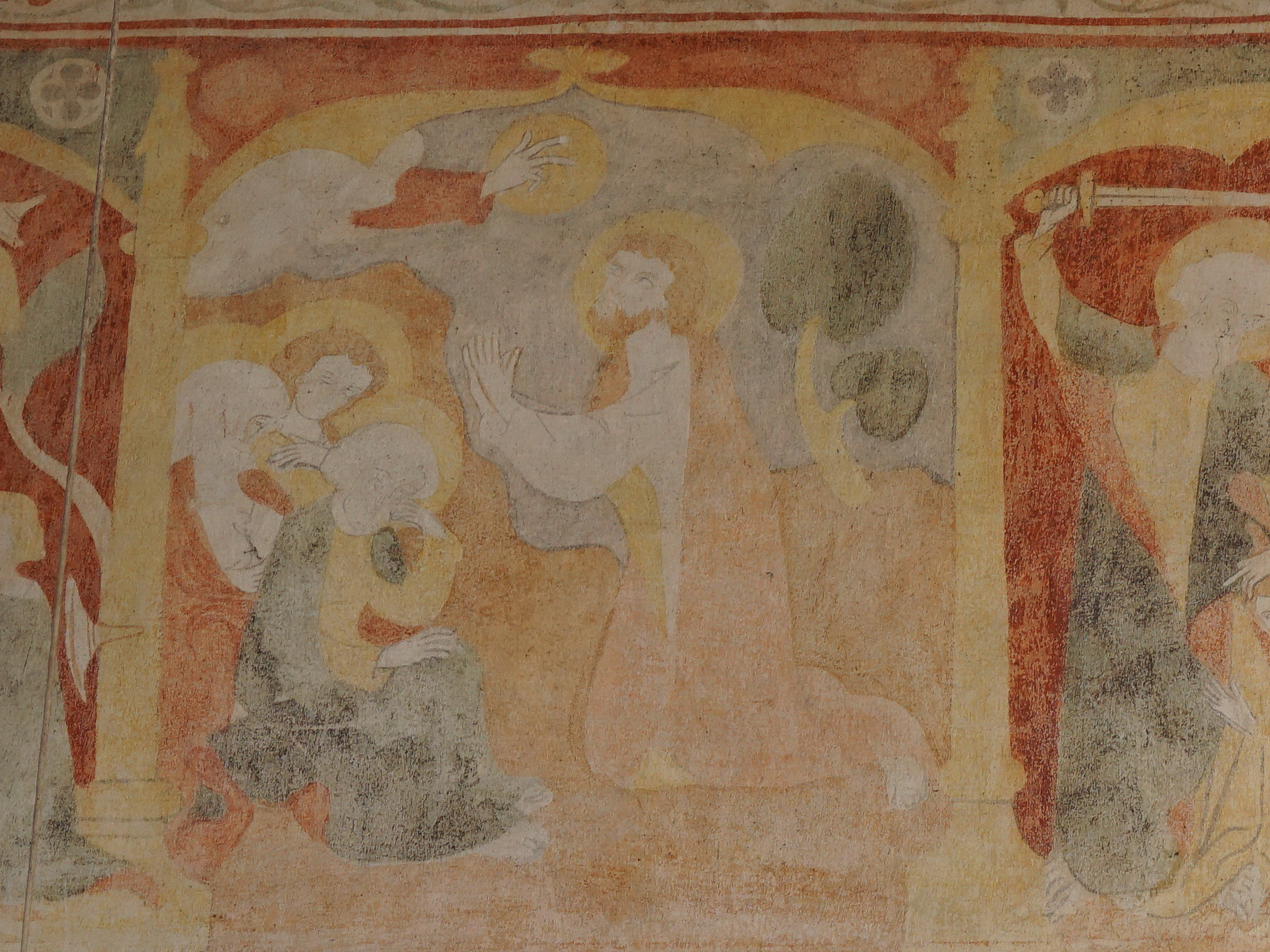
5. Gebet am Ölberg
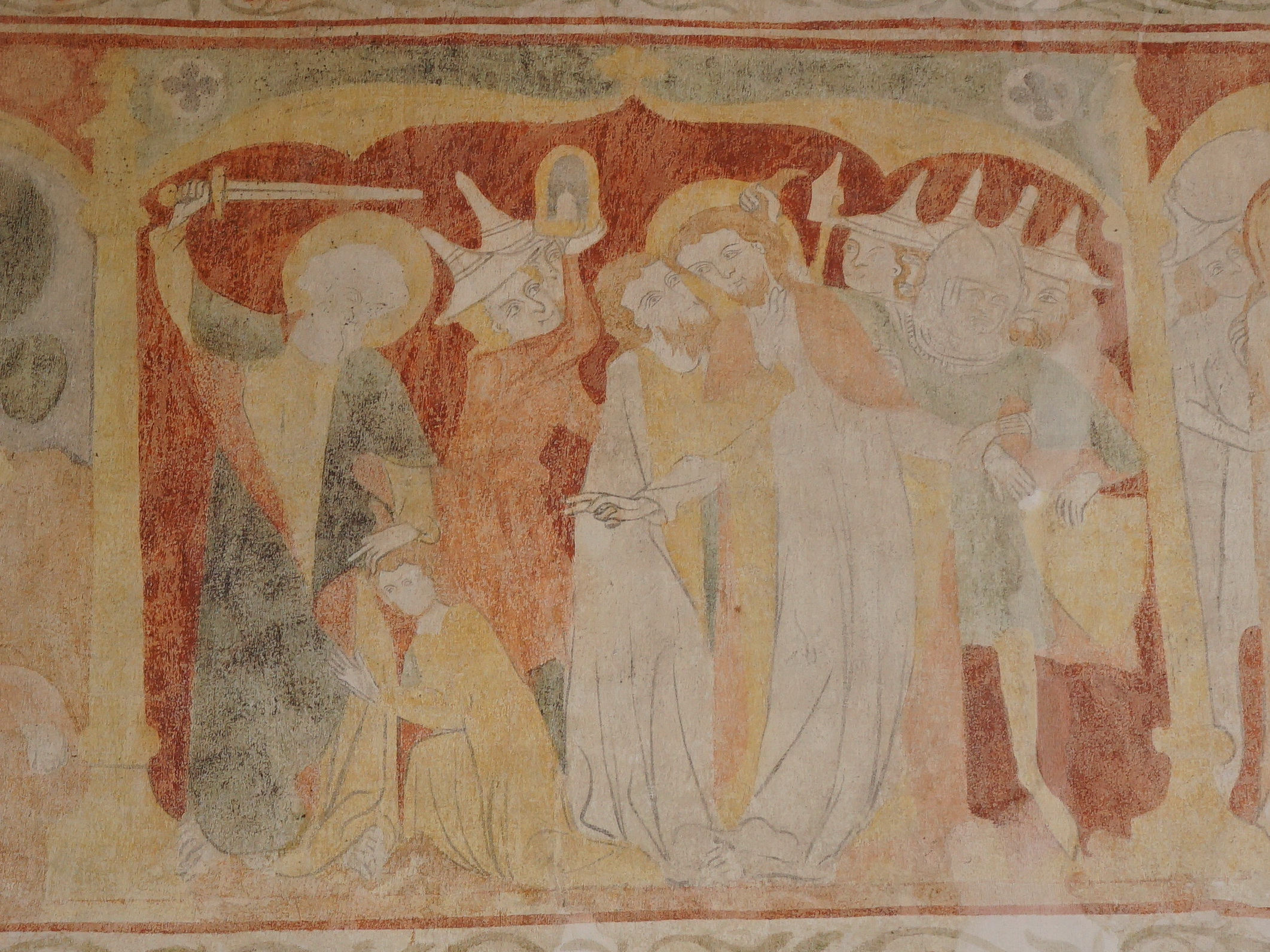
6. Gefangennahme
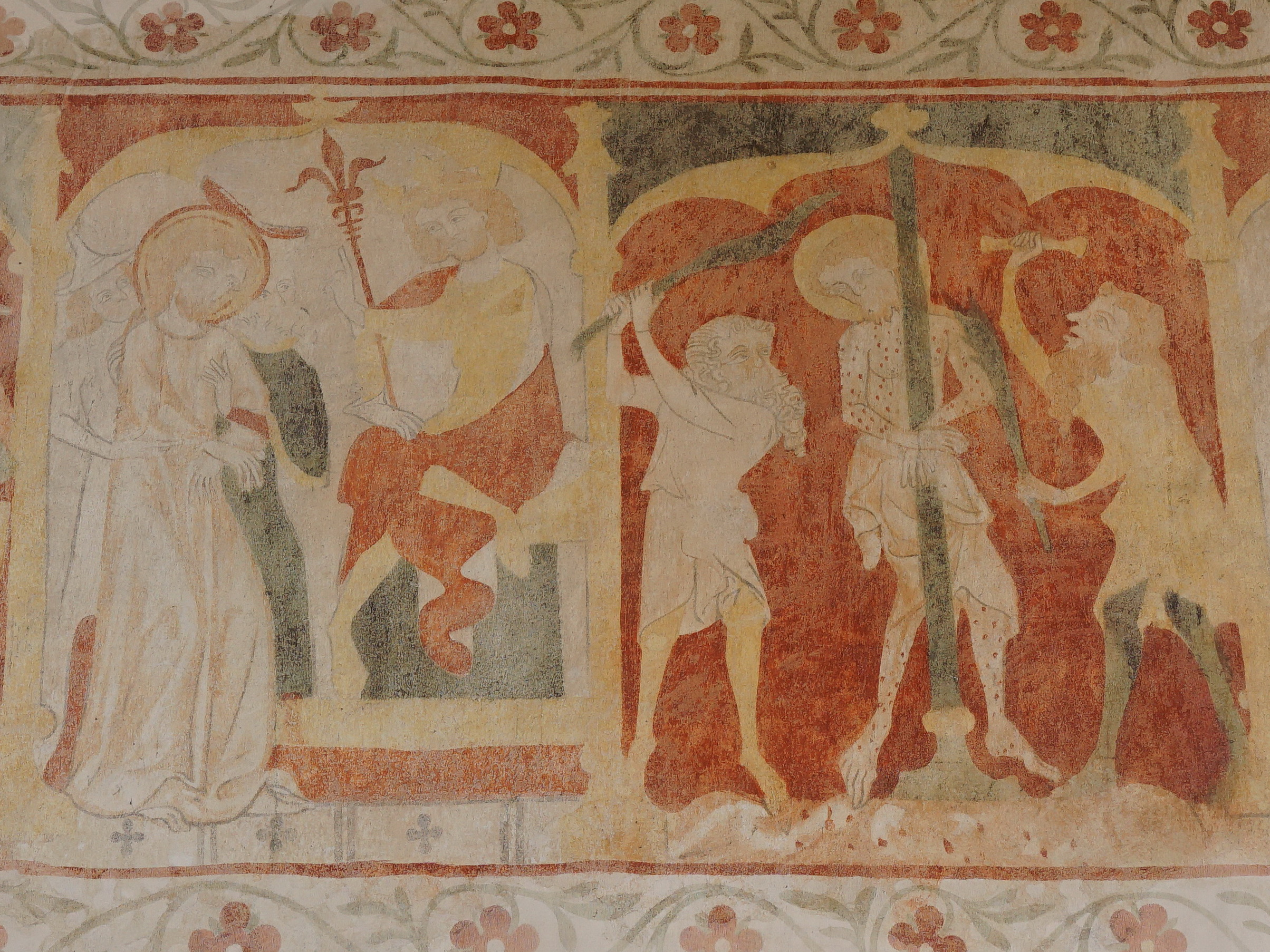
7. Pontius Pilatus, 8. Geisselung
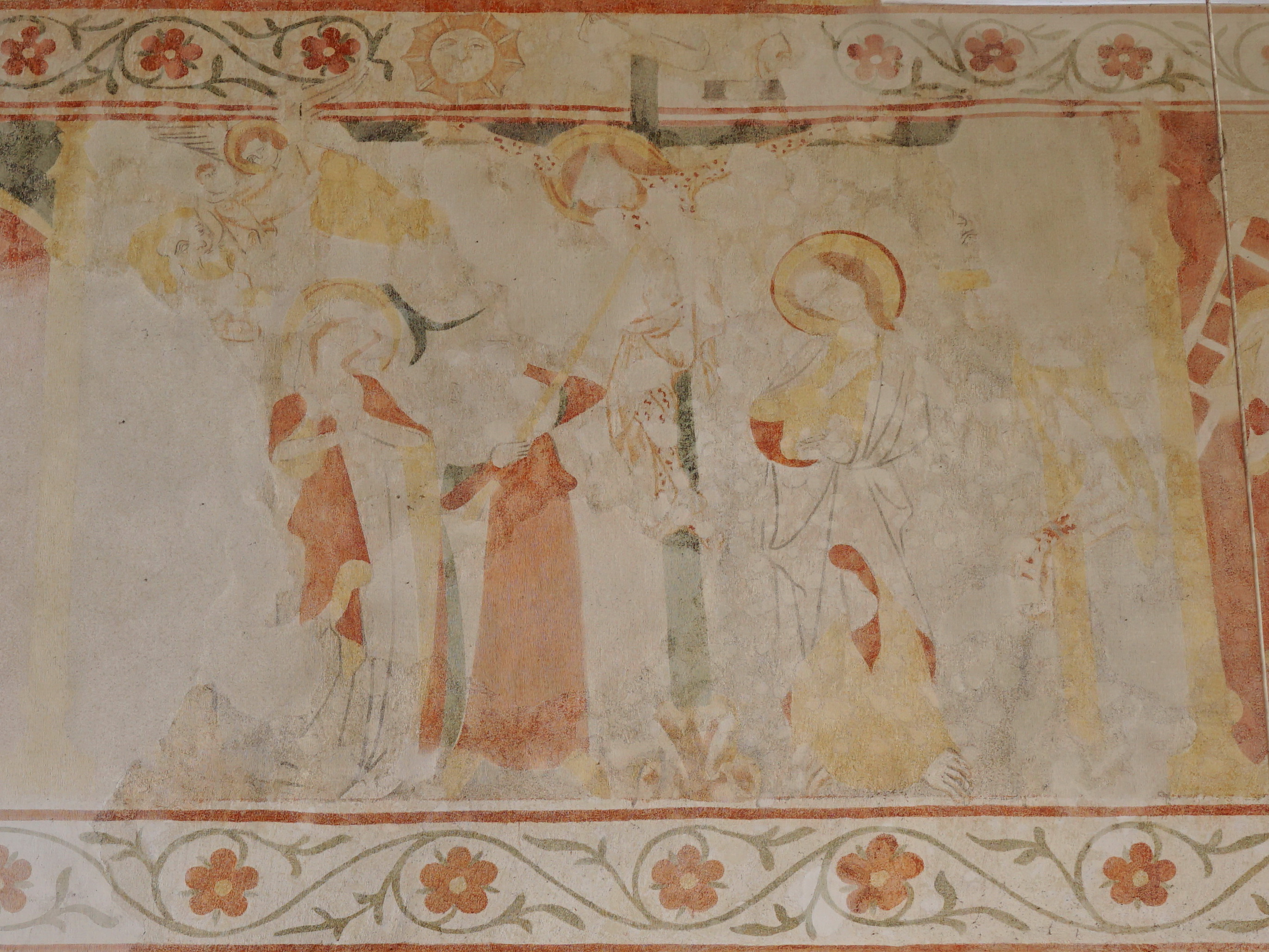
11. Kreuzigung
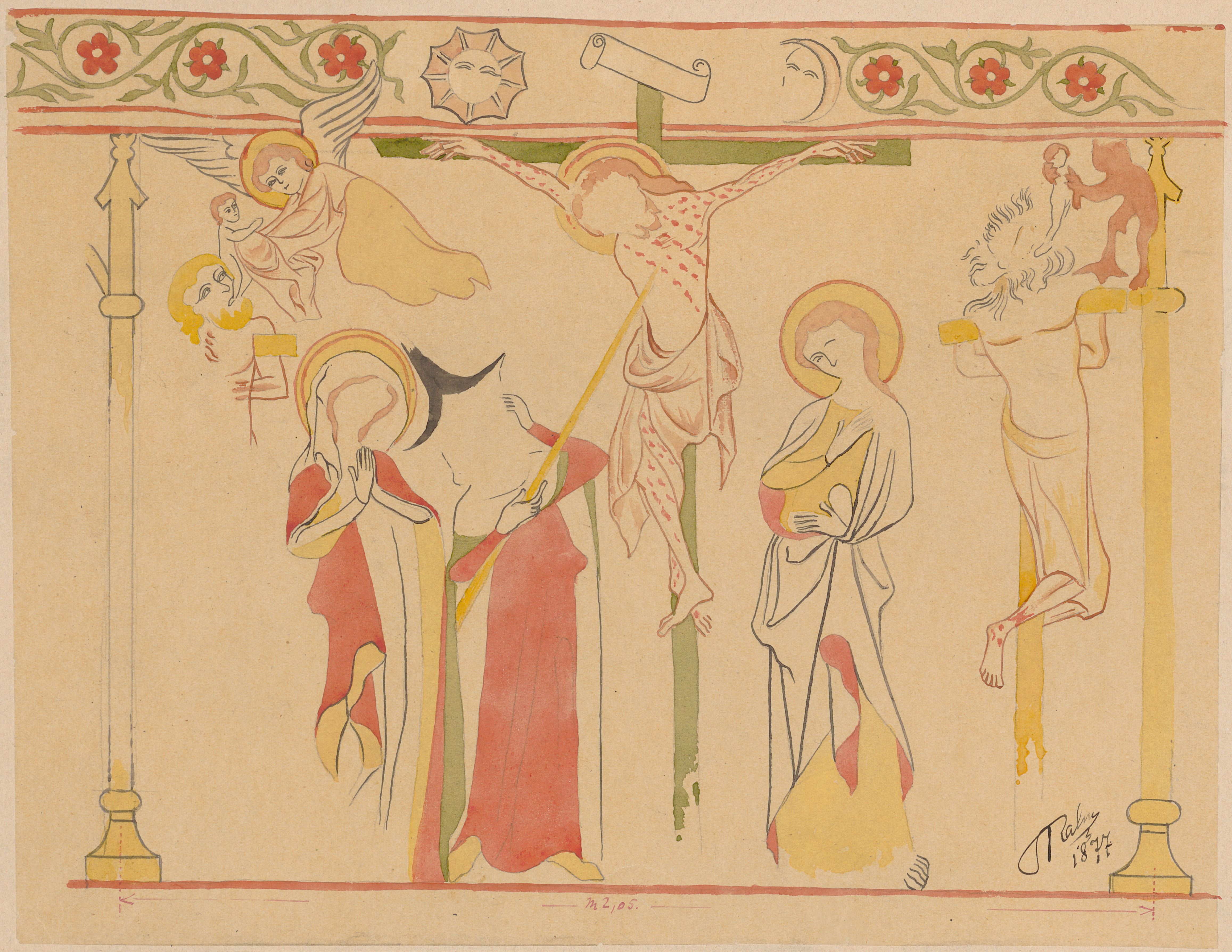
Die Kreuzigung im Zustand von 1877, dokumentiert von Johann Rudolf Rahn
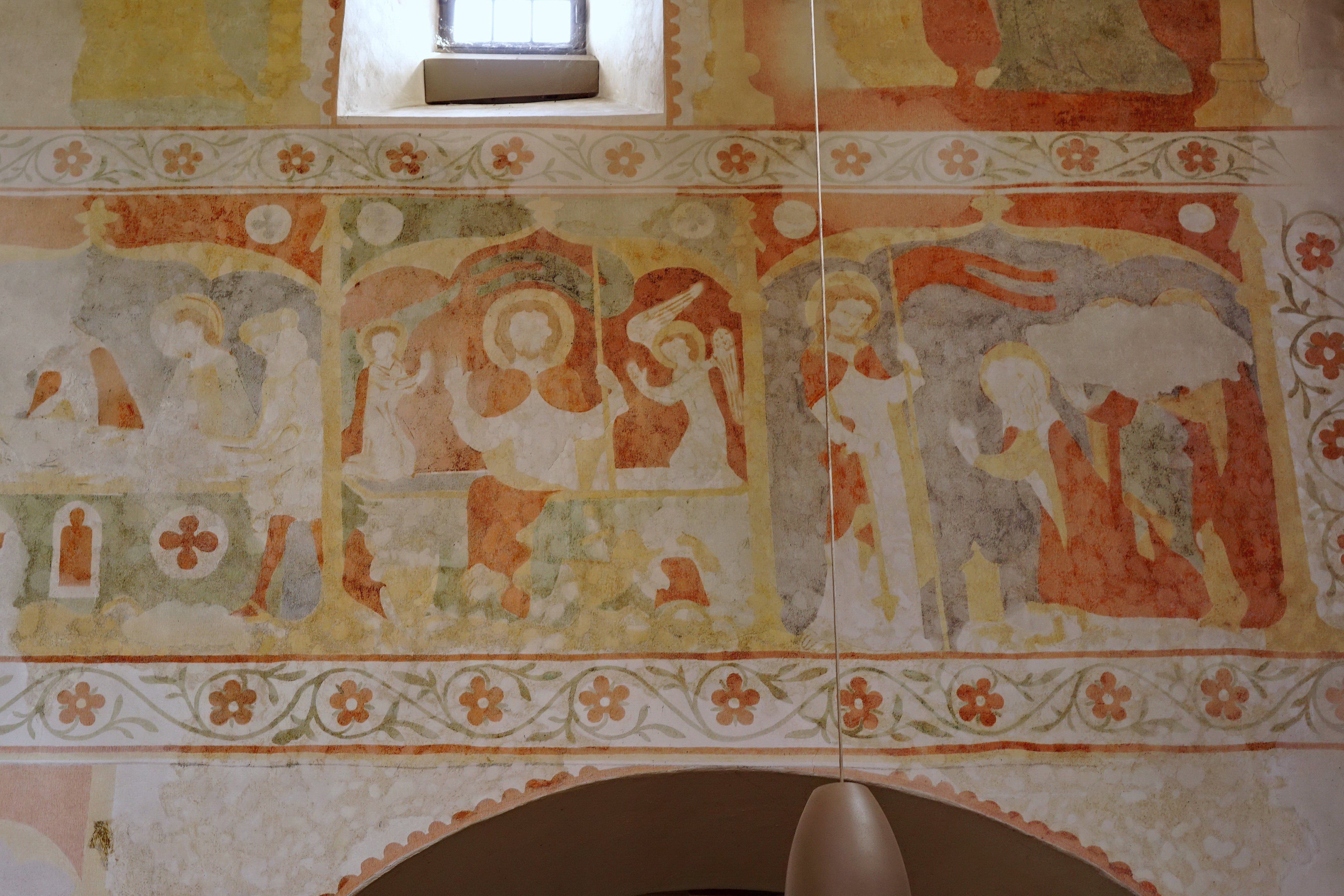
13. Grablegung, 14. Auferstehung, 15. Erscheinung
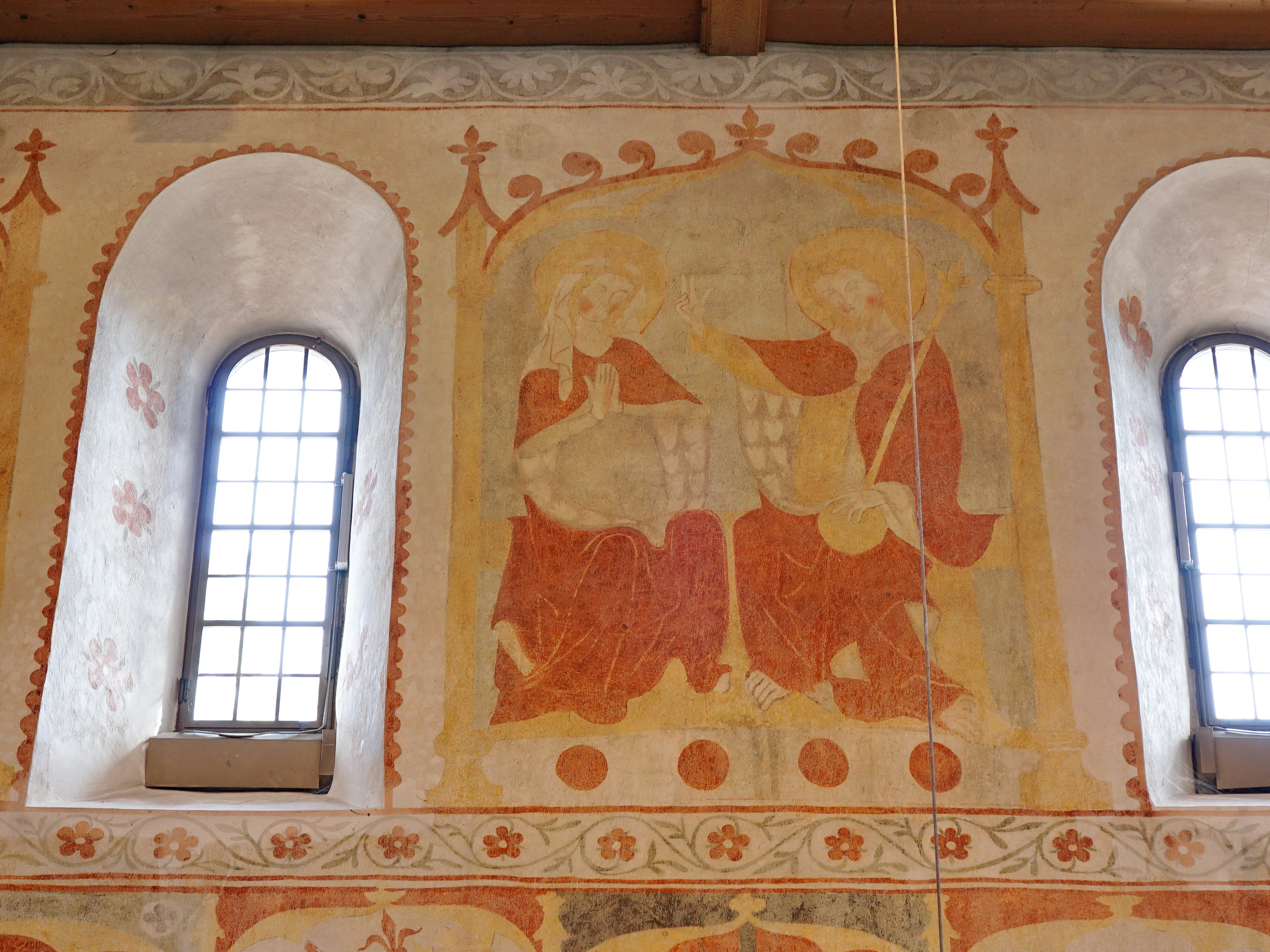
Maria und Christus im zentralen Repräsentationsbild, gegenüber St. Arbogast

Die Erzählung wurde an der Westwand fortgesetzt: Die Darstellung der Himmelfahrt ist jedoch vollständig zerstört; im Bild des Pfingstfests (direkt über dem Hauptportal) sind die Apostel hinter der Mauer noch schwach erkennbar.

### Weitere Malereien
Auf der rechten Seite der Westwand ist Christophorus dargestellt. Auch dieses Bild wurde durch den Einbau der Empore stark beschädigt. Am Ostende des nördlichen Seitenschiffs (neben dem Seiteneingang) sind die Ornamente im Gewände des Fensters bemerkenswert. Daneben ist die heilige Barbara mit Kelch und Hostie nur schwer zu erkennen. Dem Fenster gegenüber steht der Erzengel Michael mit der Seelenwaage. Zwei kleine Teufel vermögen die Waagschale nicht hinunterzuziehen.

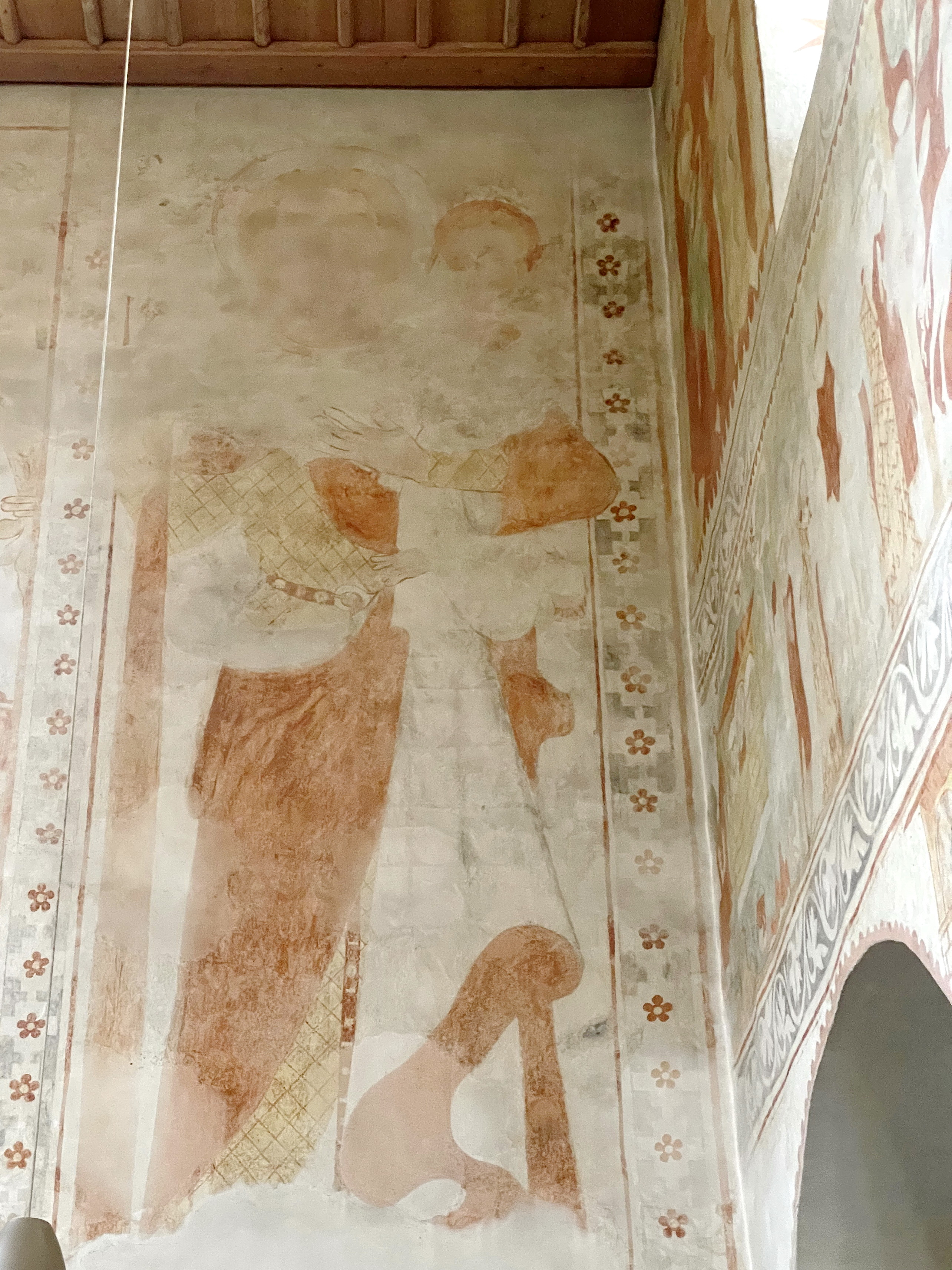
Christophorus
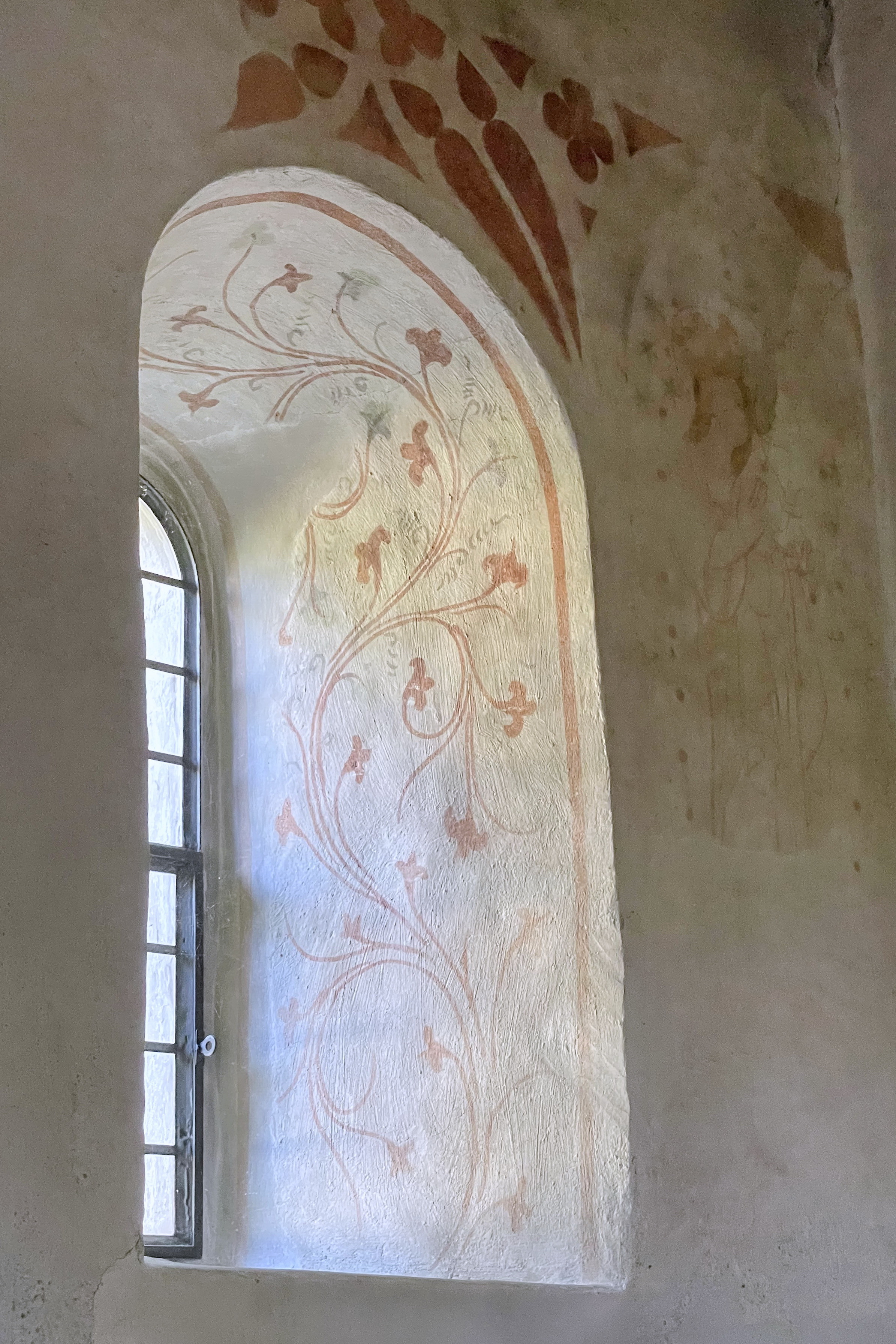
Verziertes Fenstergewände, daneben die heilige Barbara
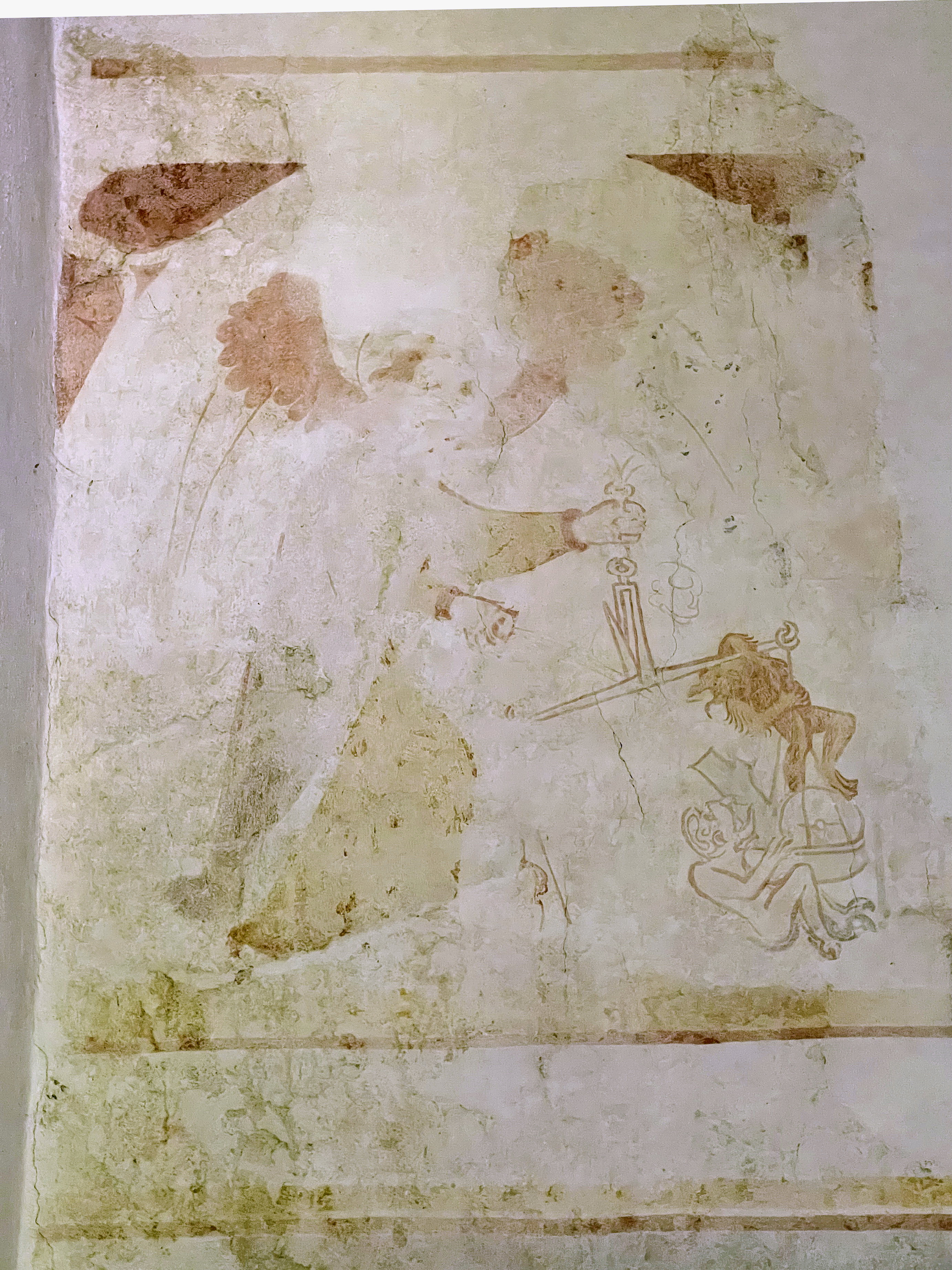
Erzengel Michael mit der Seelenwaage

## Orgel

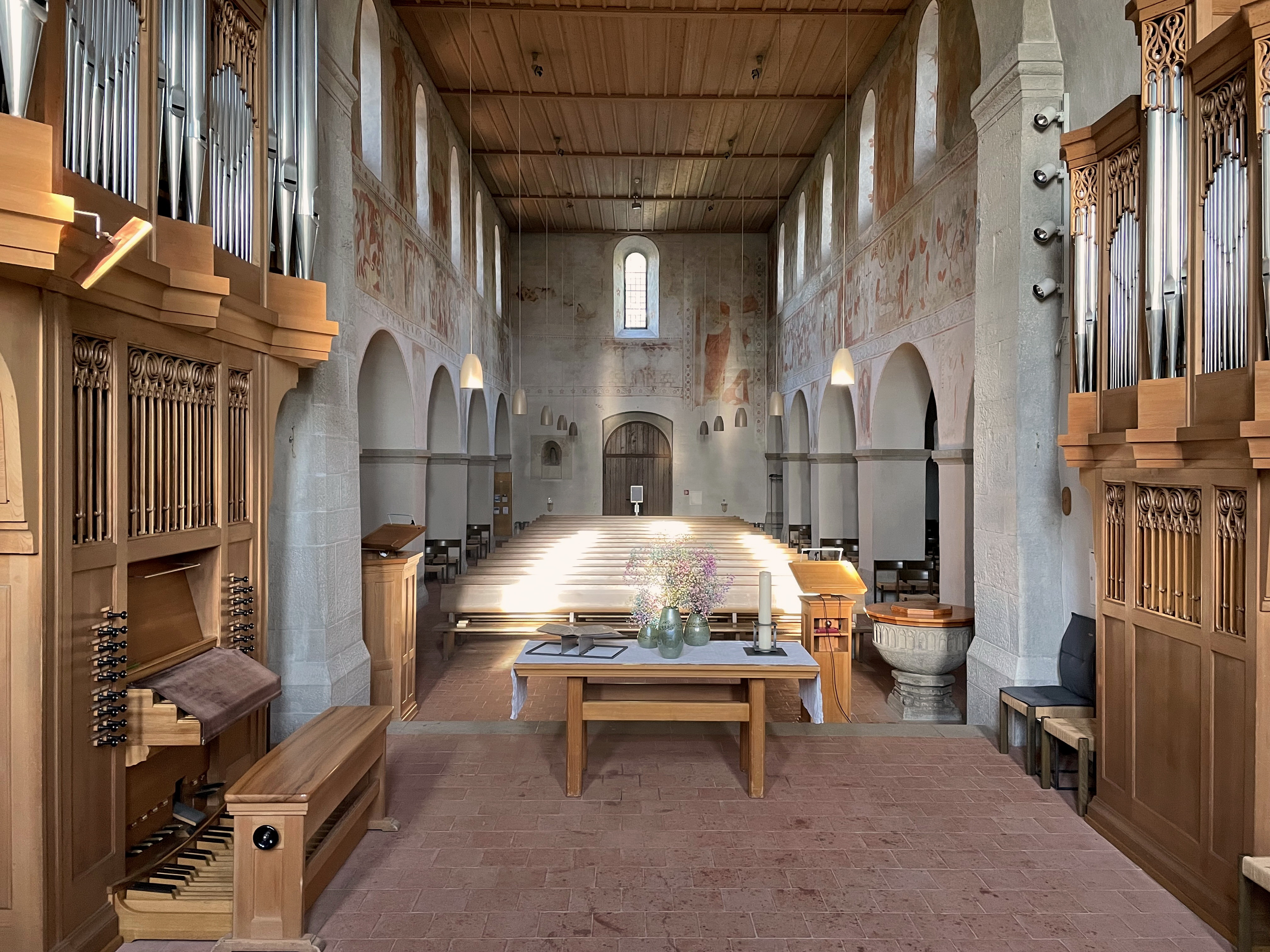
Links der Hauptteil der Orgel, rechts das Kontrapositiv

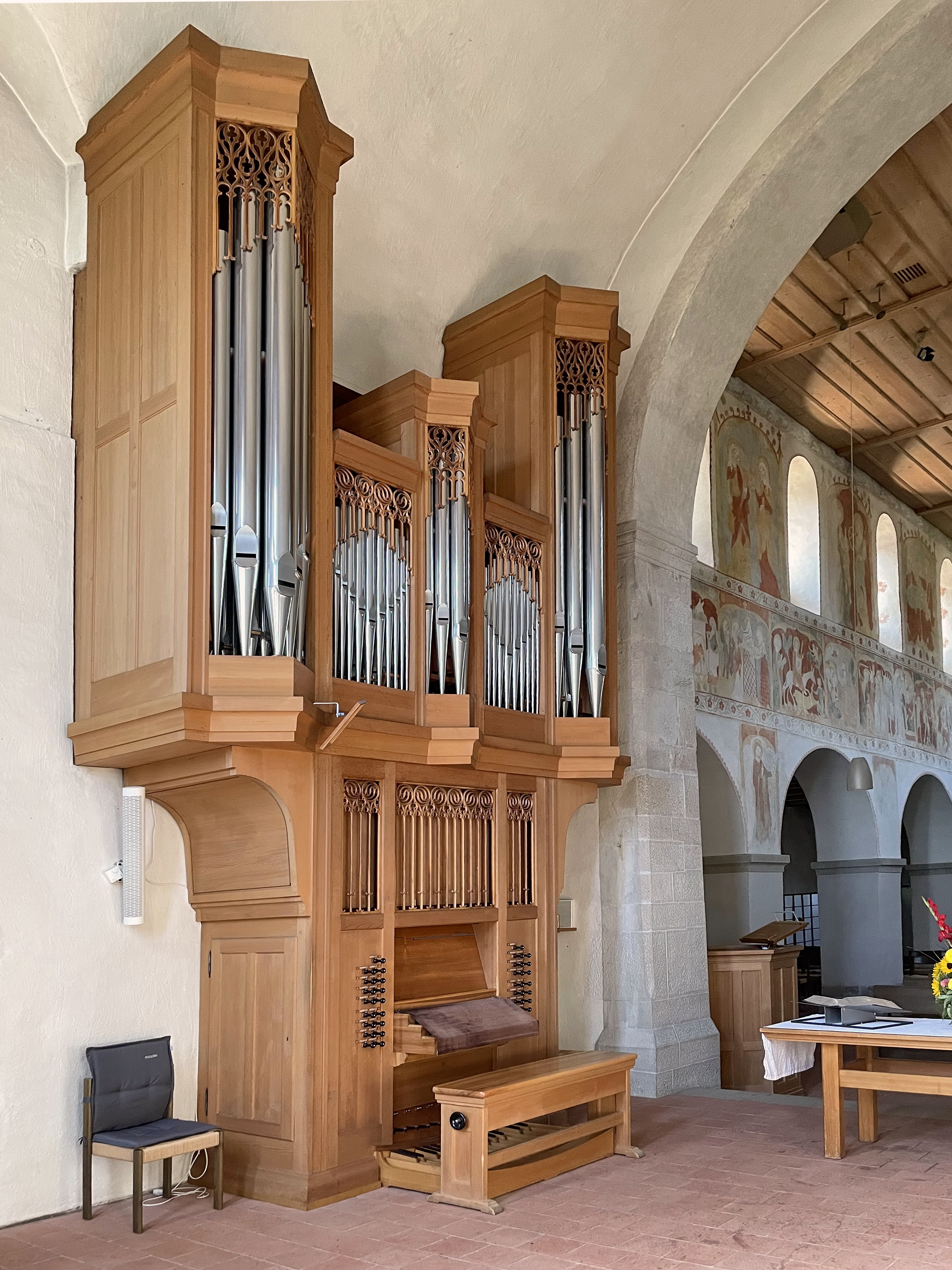
Brustwerk und Hauptwerk. Das Pedalwerk ist dahinter versteckt.

Die Orgel mit 31 Registern auf drei Manualen und Pedal wurde 1980 von der Mathis Orgelbau geschaffen. Aus Platzgründen befindet sie sich an den Seitenwänden des Chors: Der Hauptteil der Orgel steht in einer Nische an der Südwand, das Kontrapositiv (der kleinere Teil) gegenüber an der Nordwand. Die Abstrakten sind unter dem Chorboden durchgeführt; trotz ihrer Länge lässt sich das Kontrapositiv leicht spielen. Das Brustwerk ist durch Jalousien schwellbar. Im Prospekt des Hauptwerks stehen die Pfeifen des Prinzipals 8′. Das Pedalwerk ist nicht sichtbar; es befindet sich hinter dem Hauptwerk. Es erklingt durch dieses hindurch und durch eine Schallöffnung über dessen Mittelteil.
| I Kontrapositiv C–g3 |        |
| Metallgedackt        | 8′     |
| Praestant            | 4′     |
| Rohrflöte            | 4′     |
| Quinte               | 2 ⁄3′  |
| Nachthorn            | 2′     |
| Terz                 | 1 3⁄5′ |
| Cymbel II–III        | 2⁄3′   |
| Krummhorn            | 8′     |

| II Hauptwerk C–g3 |       |
| Pommer            | 16′   |
| Principal         | 8′    |
| Hohlflöte         | 8′    |
| Gambe             | 8′    |
| Octave            | 4′    |
| Koppelflöte       | 4′    |
| Octave            | 2′    |
| Mixtur III–IV     | 1 ⁄3′ |
| Trompete          | 8′    |

| III Brustwerk (schwellbar) C–g3 |       |
| Holzgedackt                     | 8′    |
| Spitzgedackt                    | 4′    |
| Principal                       | 2′    |
| Larigot                         | 1 ⁄3′ |
| Sifflöte                        | 1′    |
| Regal                           | 8′    |
| Tremulant                       |       |

| Pedalwerk C–f1 |        |
| Untersatz      | 16′    |
| Principal      | 8′     |
| Spillpfeife    | 8′     |
| Quinte         | 5 1⁄3′ |
| Octave         | 4′     |
| Mixtur III     | 2 ⁄3′  |
| Fagott         | 16′    |
| Zinke          | 8′     |

## Geläute
Im Jahr 1911 kaufte die Kirchgemeinde vier neue Glocken, die einen Dreiklang in B-Dur bilden: b°, d′, f′, b′. Die fünf alten Glocken, von denen vermutlich zwei aus dem 14. Jahrhundert stammten, wurden eingeschmolzen, denn man fand ihren Klang zu hoch und unharmonisch. 1977 wurde das neue Geläute ergänzt durch zwei weitere Glocken; ihre Schlagtöne sind g′ und c′′. – Alle Glocken wurden von der Glockengiesserei H. Rüetschi in Aarau gegossen.
| Nr. | Ton | Gewicht | Inschrift                                                                                      |
| --- | --- | ------- | ---------------------------------------------------------------------------------------------- |
| 1   | b°  | 3450 kg | Lobe den Herrn, meine Seele (Ps. 103, 1)                                                       |
| 2   | d′  | 1765 kg | Gib uns heute unser täglich Brot (Mat. 6, 11)                                                  |
| 3   | f′  | 1050 kg | Seid fröhlich in der Hoffnung, geduldig in der Trübsal, verharret im Gebet (Röm. 12, 12)       |
| 4   | g′  | 720 kg  | Fürchte dich nicht, ich bin bei dir (Jes. 41, 10)                                              |
| 5   | b′  | 445 kg  | Lasset die Kindlein zu mir kommen (Mat. 19, 14)                                                |
| 6   | c′′ | 300 kg  | Wo zwei oder drei in meinem Namen versammelt sind, da bin ich mitten unter ihnen (Mat. 18, 20) |

Einsatz der Glocken im Tagesablauf:
| 7 Uhr             | f′-Glocke (Nr. 3)                              |
| 11 Uhr            | b°-Glocke (Nr. 1)                              |
| 16 Uhr            | erst b′-Glocke (Nr. 5), dann g′-Glocke (Nr. 4) |
| Betzeit 19/20 Uhr | d′-Glocke (Nr. 2)                              |

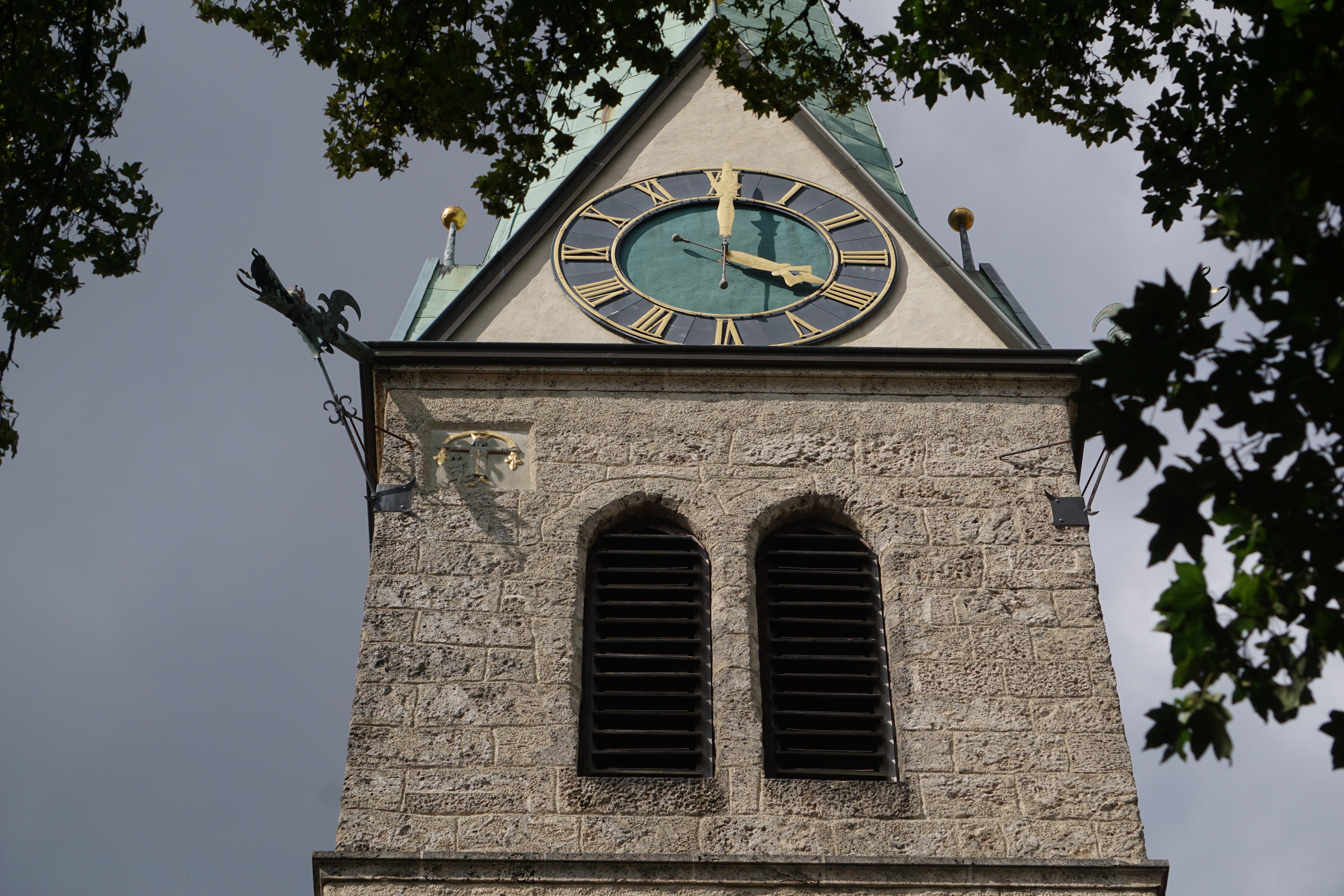
Um 16 Uhr läutet zuerst die kleine b′-Glocke, dann die etwas grössere g′-Glocke

Die sechs Glocken b°, d′, f′, g′, b′, c′′ erklingen zusammen im Vollgeläute am Samstagabend sowie an Sonntags- und Festtagsgottesdiensten. Einen dunklen Klang für Bestattungen ergibt die Kombination b°, d′, f′, g′; einen fröhlichen für Trauungen die Kombination b°, d′, f′, b′, c′′. Beim Ausläuten des Sonntags erklingen nur die vier älteren Glocken: b°, d′, f′, b′.

## Trivia
- Als die Kirche im Jahr 1569 bei der Grablegung des letzten Vertreters des Geschlechts von Goldenberg die Kirchenglocken zweieinhalb Stunden läuten liess, führte dies im Nachgang zum Beschluss der Zürcher Synode, dass in Zukunft für alle Verstorbenen gleich lang geläutet werden muss.[60]